# Liste der Kulturdenkmale in Torgau (A–L)

Wappen von Torgau

In der Liste der Kulturdenkmale in Torgau (A–L) sind die Kulturdenkmale der Stadt Torgau verzeichnet, die bis August 2020 vom Landesamt für Denkmalpflege Sachsen erfasst wurden (ohne archäologische Kulturdenkmale) und deren Anschrift mit den entsprechenden Anfangsbuchstaben beginnt. Die Anmerkungen sind zu beachten.
Diese Aufzählung ist eine Teilmenge der Liste der Kulturdenkmale in Torgau.

## Torgau
| Bild                                    | Bezeichnung | Lage | Datierung | Beschreibung | ID       |
| --------------------------------------- | --- | --- | --- | --- | -------- |
|                                         | Denkmalschutzgebiet Altstadt Torgau | (Altstadt) (Karte) | Ab dem 15. Jahrhundert | Das Denkmalschutzgebiet Altstadt umfasst den Stadtkern Torgaus zumeist innerhalb der teilweise noch erhaltenen Stadtmauer mit Burg- bzw. Schlossbereich, einstiger Burgmannensiedlung und den historischen Quartieren Bäcker-, Fischer-, Leipziger- sowie Spitalviertel. Seine Grenze verläuft im Norden, ausgehend von der Südostseite des Friedrichplatzes, über die Puschkinstraße, die Nordseite des Rosa-Luxemburg-Platzes, Unter den Linden, die Gartenstraße und ein Stück der Elbstraße bis Schloss Hartenfels. Von hier aus wird die östliche sowie südliche Begrenzung des Gebietes von der Linie Hartenfels, Elbmagazin, Salzspeicher und Fischerstraße 26 sowie der Südseite der Promenade gebildet. Im Westen spannt sich die Grenze entlang der westlichen Seite des Leipziger Walls bis hin zum Friedrichplatz. | 09301824 |
| Weitere Bilder                          | Brückenköpfe der Elbebrücke aus Quadermauerwerk | (Flur 2, Flurstücke 16 und 17/6; Flur 21, Flurstück 39/1) (Karte) | 1872 (Gleis 1 und Brückenteil); 1896 (Gleis 2)                                                                                                   | Zum Teil mit Ziegelmauerwerk ergänzt, die ehemalige Stahlfachwerkbrücke mit gekrümmten Obergurt-Auflagern ist mittlerweile abgebaut und ersetzt, Zeugnis der Bau- und Verkehrsgeschichte. Die mit Schießscharten versehenen Brückenköpfe waren möglicherweise Bestandteil des Torgauer Verteidigungswerks. | 09286704 |
| Weitere Bilder                          | Ehemaliges Glacis (Sachgesamtheit), heute Promenade | (Innenstadt) (Karte) | 1811–1813 (Wall); ab 1911 (Promenade) | Sachgesamtheit Glacis (ehemals), mit folgenden Einzeldenkmalen: Löwendenkmal (siehe 09286673), Wolffersdorf-Denkmal (siehe 09287222) und Denkmal für die Gefallenen des Torgauer Feldartillerie-Regiments Nr. 74 (siehe 09287205) sowie Promenade mit Wegeführung, ehemaligen Inundationsbecken (Überflutungsbecken der einstigen Festung) und Baumbepflanzung (Gartendenkmal); Ausgang des 19. Jahrhunderts umgestaltetes Glacis (Wallanlage) zur Promenade, heute dichter Grüngürtel um die Torgauer Innenstadt, städtebaulich, militärgeschichtlich, ortsgeschichtlich und landschaftsgestaltend von Bedeutung. Glacis ist ein Begriff aus dem Festungsbau und bezeichnet Erdanschüttungen (Wallanlagen), die vor dem Graben liegen. Das unbebaute und unbewachsene Gelände diente dazu, gegnerischen Truppen Deckung zu verwehren. 1893 wurde mit Umbauarbeiten am Glacis der Torgauer Festung begonnen. Ab 1911 wird das Glacis als Gartenpromenade nach Plänen Paul Lässigs umgestaltet. | 09301822 |
| Weitere Bilder                          | Fort Zinna (Sachgesamtheit), ehemals Landes-Haupt-Festung und Strafvollzugsanstalt | Am Fort Zinna (Karte) | 1811–1813 | Sachgesamtheit Fort Zinna mit folgenden Einzeldenkmalen: Pulvermagazin, Stützmauern und Graben mit äußerer Grabenmauer (Contreescarpe), innerer Grabenmauer (Escarpe) und Kasematten bzw. Minenhäusern mit Minengängen in der Contreescarpe (Grabenwehr) und davor, als Teile der Befestigungsanlage, sowie Zellenhaus der Strafvollzugsanstalt über kreuzförmigem Grundriss (siehe 09286675), dazu 10 m bis 15 m breiter Glacisstreifen vor dem Graben, Grundriss und weitere Gebäude als Sachgesamtheitsteile; Teil der historischen Befestigung Torgaus aus der Zeit der Napoleonischen Kriege, städtebaulich, militärhistorisch und architektonisch bedeutend sowie von singulärem Wert als eine der letzten Anlagen dieser Art in Deutschland. | 09301827 |
| Weitere Bilder                          | Pulvermagazin, Stützmauern und Graben mit äußerer Grabenmauer (Contreescarpe), innerer Grabenmauer (Escarpe) und Kasematten bzw. Minenhäusern mit Minengängen in der Contreescarpe (Grabenwehr) und davor, als Teile der Befestigungsanlage, sowie Zellenhaus der Strafvollzugsanstalt über kreuzförmigem Grundriss (Einzeldenkmale zu ID-Nr. 09301827) | Am Fort Zinna 7 (Karte) | 1811–1813 (Festungsmauer); nach 1922 (Zellenhaus)                                                                                                | Einzeldenkmale der Sachgesamtheit Fort Zinna; Teil der historischen Befestigung Torgaus aus der Zeit der Napoleonischen Kriege, städtebaulich, militärhistorisch und architektonisch bedeutend sowie von singulärem Wert als eine der letzten Anlagen dieser Art in Deutschland, Zellenhaus orts- und landesgeschichtlich von Belang. Fort Zinna wurde als Teil der Landes-Haupt-Festung 1811–1813 errichtet und nach der Übernahme durch Preußen 1815 über die Jahre erneuert und ausgebaut. Bis 1889 blieb es Festungswerk. Danach diente die Anlage bis 1914 als Kaserne. Während des Ersten Weltkrieges nutzte das Militär Fort Zinna als Kriegsgefangenenlager. Noch in der Weimarer Republik wurde es zum Strafgefängnis und zur Strafvollzugsanstalt umfunktioniert, dafür ein Trakt über kreuzförmigem Grundriss (wohl 1922–1923) errichtet. Dabei wurde das südlich gelegene Pulvermagazin wohl nach 1922 zur Anstaltskirche umgebaut. Das noch erhaltene, markante Bauwerk mit Klinkerfassade hat derzeit offenbar keine Nutzung. Das einstige Festungswerk wurde 1943 Ort des nach Torgau verlegten Reichskriegsgerichtes. Nach Beendigung des Zweiten Weltkrieges fungierte es als sowjetisches Internierungslager. | 09286675 |
| Weitere Bilder                          | Wasserturm, Pumpenhäuschen und Verwaltungsgebäude | Am Wasserturm 1 (Karte) | 1903 | Wassertechnische Anlage aus dem Jahre 1903, zudem auch von besonderer baukünstlerischer Qualität (insbesondere der weithin sichtbare, mit farbigen Ziegeln und Zierrat hervorgehobene Wasserturm). Das Verwaltungsgebäude soll abgebrochen werden. Zur Sicherstellung einer stabilen Wasserversorgung beauftragte die Stadt Torgau 1903 den Civilingenieur Pfeffer mit der Errichtung eines wassertechnischen Ensembles aus Wasserturm, Pumpenhäuschen und Verwaltungsgebäude. Der rund 45 Meter hohe Wasserturm aus rotem Klinkermauerwerk sticht dabei in seiner aufwendigen, historistischen Gestaltung besonders hervor. Sein kreisrunder Turmschaft verjüngt sich und ist durch Maßwerkgesimse oberhalb der Sockelzone und im Übergang zum auskragenden Behältergeschoss betont. Schmale, mit dunklen Ziegeln gerahmte Schlitzfenster sowie die zinnenartigen Fenstererker an der Traufe geben dem Bauwerk einen fortifikatorischen Charakter. Oberhalb des ebenfalls mit Zinnen und der Jahreszahl 1903 verzierten Eingangs ist am Turmschaft eine Sandsteintafel mit dem Stadtwappen Torgaus eingelassen, die vom Bildhauer Conrad geschaffen wurde. Der stählerne Wasserbehälter des Typs Intze II ist für ein Fassungsvolumen von 500 m³ ausgelegt, er ist jedoch seit den 1970er Jahren außer Betrieb. Wasserturm sowie das zugehörige Pumpenhaus zeugen von der Entwicklung der städtischen Wasserversorgung zu Beginn des 20. Jahrhunderts. Sie sind daher von technikgeschichtlicher Bedeutung. Dem Wasserturm kommt aufgrund seiner baukünstlerischen Ausgestaltung zudem eine baugeschichtliche Bedeutung zu. | 09286499 |
| Weitere Bilder                          | Empfangsgebäude der ehemaligen Haltestelle Pflückuff | An der Bahn 1 (Karte) | 1914-1915 | Bahnstrecke Torgau–Belgern, abwechslungsreich gestalteter Putzbau im Reform- bzw. Heimatstil, verkehrs- und baugeschichtlich von Bedeutung | 09307319 |
| Weitere Bilder                          | Litfaßsäule mit Leitungsmast | August-Bebel-Straße (Karte) | Um 1900 | Kulturgeschichtlich bedeutend, als letzte dieser Art in Torgau singulär | 09287220 |
| Weitere Bilder                          | Doppelvilla | August-Bebel-Straße 1a, 1b (Karte) | 1899–1900 | Repräsentativer, städtebaulich herausragender Bau der Torgauer Glacis-Überbauung, mit Ecktürmen, Risaliten, Schweifgiebeln, erkerartigen Vorbauten und reichem Fassadenschmuck in den Formen der Deutschen Renaissance und der Gotik, eindrucksvollster Historismusbau der einstigen Garnisonsstadt, baugeschichtlich und ortsentwicklungsgeschichtlich von Bedeutung | 09286473 |
| Weitere Bilder                          | Mietshaus in geschlossener Bebauung | August-Bebel-Straße 2 (Karte) | 1899 | Baugeschichtlich von Bedeutung. Gründerzeitbau mit aufwendiger Klinkerfassade, die besondere gestalterische Wirkung wird ausschließlich durch roten Backstein mit reichen Fenstereinfassungen, Lisenengliederung im Dreiecksgiebel des Mittelrisalits, betonte Brüstungsfelder usw. erzielt. | 09286470 |
| Weitere Bilder                          | Doppelvilla | August-Bebel-Straße 3a, 3b (Karte) | Bezeichnet mit 1901 | Repräsentativ, mit zwei vom Erdboden aufsteigenden erkerartigen Vorbauten, zwei Dreiecksgiebeln und einem mittleren Erker, der über der Dachtraufe in einem Turmaufbau endet, in den Formen der Gotik (Vorhangbogenfenster, kreuzende Stäbe, Spitzbögen, Dreipassöffnungen über den Türen usw.) errichteter Historismusbau der Jahrhundertwende, weitestgehend in der ursprünglichen Form erhalten, baukünstlerisch und baugeschichtlich von Bedeutung | 09286471 |
| Weitere Bilder                          | Mietshaus in geschlossener Bebauung | August-Bebel-Straße 4 (Karte) | Um 1900 | Später Gründerzeitbau mit historistisch geprägter Fassade, baugeschichtlich von Bedeutung. Fassade bereichert durch genutetes Erdgeschoss, Erker, Erkertürmchen, Loggien, hohen Dreiecksgiebel und profilierte Fenstereinfassungen. | 09286480 |
| Weitere Bilder                          | Villa mit Teil der alten Einfriedung | August-Bebel-Straße 5 (Karte) | 1896 | Errichtet für Senator Reinbeck, baukünstlerisch und baugeschichtlich von Bedeutung. Späte Historismusvilla mit Klinker-Sandstein-Architektur (deutlich hervorgehoben der Mittelrisalit mit Veranda und Balkon) und Elementen aus verschiedenen Bauepochen (typisch für das ausgehende 19. Jahrhundert). | 09286469 |
| Direkt Bild zu diesem Denkmal hochladen | Zwei Schlusssteine im Glacis (zu ehemaliger Landes-Haupt-Festung und ehemaligem Hauptwerk) | August-Bebel-Straße 5 (hinter) (Karte) | Bezeichnet mit 1820; bezeichnet mit 1871 | Teile der historischen Befestigung aus der Zeit der Napoleonischen Kriege und später, militärhistorisch bedeutsam. Die Steine sind bezeichnet mit „FachwerkR III 1820“ und „1871“, sie befinden sich hinter dem Grundstück August-Bebel-Straße 5, ca. 100 Meter nördlich vom Löwendenkmal. | 09287204 |
| Weitere Bilder                          | Postgebäude | August-Bebel-Straße 6 (Karte) | 1929–1930 | Lang gestrecktes, im Sinne einer moderaten Moderne streng gegliedertes Gebäude mit expressionistischen (Gestaltung der Eingängen, Fenstergitter, Geländer und des Hintergebäudes) und traditionalistischen (Walmdächer) Anklängen (bekannte Vertreter dieser Stilrichtung: Paul Bonatz und Heinrich Tessenow), baukünstlerisch qualitätvoller Bau der späten 1920er Jahre mit ursprünglich erhaltener Ausstattung, baugeschichtlich von Bedeutung | 09286468 |
| Weitere Bilder                          | Mietvilla mit Einfriedung | August-Bebel-Straße 9 (Karte) | Bezeichnet mit 1906 | Jugendstilvilla mit hervortretenden Risaliten, hohen Schweifgiebeln und Fassadenschmuck an der Straßenseite, Teil der städtebaulich qualitätvollen Glacis-Überbauung, baugeschichtlich und ortsentwicklungsgeschichtlich von Bedeutung | 09286466 |
| Weitere Bilder                          | Denkmal (sogenanntes Löwendenkmal) zur Erinnerung an die Gefallenen des Infanterieregiments Nr. 72, aus gestuftem rechteckigen Sockel, Postament und Löwenfigur mit Helm, letztere vom seinerzeit populären Bildhauer Hans Dammann geschaffen (Einzeldenkmal zu ID-Nr. 09301822) | August-Bebel-Straße 9 (hinter) (Karte) | 1923 | Einzeldenkmal der Sachgesamtheit Glacis; militär- und ortsgeschichtlich von Bedeutung. Am 14. Mai 1923 fand die Weihe des Denkmals der im Ersten Weltkrieg gefallenen Soldaten und Offiziere des Infanterie-Regiments Nummer 72 statt. Für das Denkmal wählte der Bildhauer Hans Dammann einen Löwen. Er wurde als Symbol des Kampfes der Griechen gegen die Übermacht der Perser gedeutet. Vom Regiment sollen gut 6900 Infanteristen gefallen sein, davon 234 Offiziere. | 09286673 |
| Weitere Bilder                          | Villa mit Hintergebäude (älterer Teil) und Einfriedung | August-Bebel-Straße 11 (Karte) | Bezeichnet mit 1906 | Repräsentative barockisierende Jugendstilvilla mit reichem Fassadenschmuck wie Festons, Lisenen und Blattgehängen, bemerkenswert die geschwungenen Giebel mit ohrförmigen Fenstern, baugeschichtlich und künstlerisch von Bedeutung. Nach der Bauakte wurde das Anwesen für den Maurermeister Hugo de la Petrico errichtet. Mit großer Wahrscheinlichkeit war Petrico, der die Entwürfe unterschrieben hat, nur der Bauunternehmer und hat nicht selber in der Villa gewohnt. Auf ihn geht auch das kleine Anwesen Nordstraße 11 von 1911 zurück. | 09286465 |
| Weitere Bilder                          | Villa mit Einfriedung und Brunnen | August-Bebel-Straße 15 (Karte) | 1901–1902 | Errichtet für den Senator Jacobitz, baukünstlerisch bedeutendster Villenbau Torgaus mit reicher Fassadengestaltung und original erhaltener Ausstattung | 09286464 |
| Weitere Bilder                          | Verwaltungsgebäude der Eisenbahn (ehemaliges Inspektionsgebäude der Königlichen Eisenbahndirektion Halle/Saale) | August-Bebel-Straße 16 (Karte) | 1906–1907 | Mehrgeschossig, mit Klinker-Putz-Architektur und vielgestaltiger Dachlandschaft, in seiner Form typisches Eisenbahngebäude der Jahrhundertwende, eisenbahngeschichtlich und baugeschichtlich von Bedeutung. Aufgrund seiner funktionellen Bedeutung zudem gestalterisch durch Zierfachwerk, Fensterformen, Fenstereinfassungen und überdachte Eingänge aus Schnitzwerk aufgewertet, stand bis 2008 unter Nummer 16b in der Liste. | 09286467 |
| Weitere Bilder                          | Wohnhaus in geschlossener Bebauung | Bäckerstraße 1 (Karte) | Ende 19. Jahrhundert | Hervorgehoben durch repräsentative Gründerzeitfassade mit spätklassizistischen Motiven, städtebaulich und baugeschichtlich von Bedeutung | 09286751 |
| Weitere Bilder                          | Wohnhaus in geschlossener Bebauung | Bäckerstraße 2 (Karte) | 1595 | Repräsentatives Bürgerhaus der Renaissance mit charakteristischem, das Bild der Straße und des benachbarten Marktes prägenden Zwerchgiebel sowie markanter Ladenzone, baugeschichtlich von Bedeutung. Im Erdgeschoss großzügige Ladengestaltung der Gründerzeit mit originaler Tür. | 09286752 |
| Weitere Bilder                          | Wohnhaus in geschlossener Bebauung | Bäckerstraße 3 (Karte) | 16./17. Jahrhundert (rückwärtige Teile); Anfang 16. Jahrhundert (Sitznischenportal); 1871 (Wohnhaus)                                             | Markantes neogotisches Gebäude mit Ladenzone und Sitznischenportal vom Vorgängerbau, straßenbildprägend, ortsentwicklungsgeschichtlich, baugeschichtlich und künstlerisch von Bedeutung. Sehr repräsentative und auffällig monumentale neugotische Fassade mit reichem Dekor aus Rundbogenfriesen, Maßwerkfeldern (reiche spätgotischer Plastik), im Erdgeschoss ältestes Sitznischenportal Torgaus vom Vorgängerbau erhalten. | 09286754 |
| Weitere Bilder                          | Wohnhaus in geschlossener Bebauung | Bäckerstraße 4 (Karte) | Um 1600 | Stattlicher, breitgelagerter Bau des späten 19. Jhs. mit Ladenzone, gewölbtes Erdgeschoss aus der Renaissance, großes Korbbogentor mit klassizistischen Flügeln von 1816, baugeschichtlich und hausgeschichtlich von Bedeutung | 09286757 |
| Weitere Bilder                          | Wohnhaus in geschlossener Bebauung | Bäckerstraße 5 (Karte) | 2. Hälfte 16. Jahrhundert | Repräsentative Gründerzeitfassade mit klassizistischen Formen (Putzbänderung, Fensterädikula, Mäanderbänder) und Ladeneinbau, innen Renaissancetreppenhaus, baugeschichtlich von Bedeutung | 09286753 |
| Weitere Bilder                          | Wohnhaus in geschlossener Bebauung | Bäckerstraße 6 (Karte) | 18. Jahrhundert | Schlichter barocker Bau mit betonter Mittelachse und zum Teil geohrten Tür- und Fenstergewänden, spätere Ladenzone, baugeschichtlich von Bedeutung. Kreuzgewölbe im Treppenhaus. | 09286756 |
| Weitere Bilder                          | Wohnhaus in geschlossener Bebauung | Bäckerstraße 7 (Karte) | 2. Viertel 16. Jahrhundert | Stattlicher Renaissancebau mit gotischen Elementen (bzw. gotischer Substanz), bemerkenswert der breite mittlere Zwerchgiebel, spätere Ladenzone, baugeschichtlich, hausgeschichtlich und straßenbildprägend von Bedeutung | 09286760 |
| Weitere Bilder                          | Wohnhaus in geschlossener Bebauung | Bäckerstraße 8 (Karte) | Bezeichnet mit 1579 | Durch dreieckig aus der Fassade auskragenden Erker und reiches Sitznischenportal auffälliger und den Straßenraum prägender Renaissancebau mit zum Teil erhaltener Innenausstattung (Türen, Konsolen), baugeschichtlich und straßenbildprägend von Bedeutung, Mauerstück im Hof | 09286755 |
| Weitere Bilder                          | Wohnhaus in geschlossener Bebauung, mit hofseitiger Erweiterung | Bäckerstraße 9 (Karte) | 2. Hälfte 16. Jahrhundert | Charakteristischer Renaissancebau mit profilierten Fenstergewänden und später eingefügtem, leicht vorgewölbten Mittelteil, Hofflügel Fachwerk im Obergeschoss, baugeschichtlich von Bedeutung. Dachfirst der hofseitigen Erweiterung steht im rechten Winkel zu dem des Vorderhauses. | 09286759 |
| Weitere Bilder                          | Wohnhaus in geschlossener Bebauung und Hinterhaus | Bäckerstraße 10 (Karte) | Bezeichnet mit 1612 (Wohnhaus); 1. Hälfte 19. Jahrhundert (Hinterhaus)                                                                           | Stattliches, in der Fassade kaum gegliedertes Bauwerk mit großem quadergefassten Rundbogentor der Spätrenaissance, darin reich gestaltete Gründerzeittür, späterer Ladeneinbau, baugeschichtlich von Bedeutung. Hinterhaus zweigeschossig. | 09286758 |
| Weitere Bilder                          | Wohnhaus in geschlossener Bebauung | Bäckerstraße 12 (Karte) | 18. Jahrhundert | Als weitgehend erhaltenes Bürgerhaus aus dem 18. Jahrhundert stadtentwicklungsgeschichtlich und baugeschichtlich von Bedeutung | 09286763 |
| Weitere Bilder                          | Wohnhaus in geschlossener Bebauung | Bäckerstraße 14 (Karte) | 18. Jahrhundert | Als weitgehend erhaltenes Bürgerhaus aus dem 18. Jahrhundert stadtentwicklungsgeschichtlich und baugeschichtlich von Bedeutung | 09286762 |
| Weitere Bilder                          | Wohnhaus in geschlossener Bebauung | Bäckerstraße 16 (Karte) | 2. Hälfte 19. Jahrhundert (wohl 1871) | Zurückhaltend gegliederter Gründerzeitbau mit nachklassizistischen Fassadenelementen in asymmetrischer Anordnung, maßvoll proportioniert, baugeschichtlich von Bedeutung | 09286761 |
| Weitere Bilder                          | Wohnhaus in geschlossener Bebauung | Bäckerstraße 18 (Karte) | Anfang 19. Jahrhundert | Gut proportionierter klassizistischer Bau von sehr vornehmer Gestalt, flacher Mittelrisalit mit betontem Portal, baugeschichtlich von Bedeutung. Im zweiten Obergeschoss zurückliegende Brüstungsfelder mit Kymation. | 09286766 |
| Weitere Bilder                          | Wohnhaus mit Seitengebäude zur Kurstraße, in geschlossener Bebauung | Bäckerstraße 20 (Karte) | 1. Hälfte 19. Jahrhundert | Baugeschichtlich und städtebaulich wichtiger Bau mit klar gegliederter Fassade | 09286765 |
| Weitere Bilder                          | Wohnhaus in geschlossener Bebauung (ehemals mit Gaststätte „Zum ersten Kulmbacher“) | Bäckerstraße 22 (Karte) | 2. Hälfte 17. Jahrhundert | Geschlossen wirkende, ungegliederte Fassade mit kleinen Fenstern, zarte Putznutung, baugeschichtlich von Bedeutung, im Innern arkatierte Wandbögen | 09286764 |
| Weitere Bilder                          | Sowjetischer Ehrenfriedhof (Sachgesamtheit) | Bahnhofstraße (Karte) | 1948–1949 | Sachgesamtheit Sowjetischer Ehrenfriedhof, mit folgenden Einzeldenkmalen: Ehrenmal für Gefallene sowjetische Soldaten und Friedhofseinfriedung (siehe 09287206) sowie Soldatenfriedhof mit Soldatengräbern als Sachgesamtheitsteil; geschichtlich von Bedeutung mit hohem Erinnerungswert. Friedhof mit Reihengräbern aus gleichmäßigen Kunststeinplatten und Einfriedung. | 09301818 |
| Weitere Bilder                          | Ehrenmal für Gefallene sowjetische Soldaten und Friedhofseinfriedung (Einzeldenkmale zu ID-Nr. 09301818) | Bahnhofstraße (Karte) | 1948–1949 | Einzeldenkmale der Sachgesamtheit Sowjetischer Ehrenfriedhof; geschichtlich von Bedeutung mit hohem Erinnerungswert. Bemerkenswerte Anlage mit Ehrenmal auf der höchsten Erhebung, mit Reihengräbern aus gleichmäßigen Kunststeinplatten. | 09287206 |
| Weitere Bilder                          | Villa mit Nebengebäude und Einfriedung | Bahnhofstraße 1 (Karte) | 1900 | Besonders repräsentativer, schlossartiger Villenbau der Jahrhundertwende mit Schweifgiebel, Eckturm und reichem Fassadenschmuck, errichtet im Stil der Deutschen Renaissance (mit dem Aufkommen patriotischer Tendenzen gewann dieser Stil an Bedeutung), baugeschichtlich und straßenbildprägend von Bedeutung. Nebengebäude Art Remise, nimmt Klinkerfassade der Villa auf, gestalterische und funktionale Einheit mit Villa (mit Hauptfassade Einheit von Denkmalwert). | 09286511 |
| Weitere Bilder                          | Villa mit Hintergebäude und Einfriedung | Bahnhofstraße 2 (Karte) | 1900 | Aufwendiger Villenbau mit Klinker-Sandstein-Fassade, Teil der städtebaulich qualitätvollen Glacis-Überbauung, baugeschichtlich von Bedeutung | 09286512 |
| Weitere Bilder                          | Denkmal für die Gefallenen des Torgauer Feldartillerie-Regiments Nr. 74 (Einzeldenkmal zu ID-Nr. 09301822) | Bahnhofstraße 2 (neben) (Karte) | Um 1918 | Einzeldenkmal der Sachgesamtheit Glacis; Monument aus flachem Sockel, kantigem, nach oben spitz zulaufenden Steinblock, Kugel und Inschriften, militär- und ortsgeschichtlich von Bedeutung. Das im Glacis aufgestellte Denkmal für die Gefallenen des Torgauer Feldartillerie-Regiments Nr. 74 befindet sich neben dem Sowjetischen Friedhof, nahe dem Grundstück Bahnhofstraße 2. | 09287205 |
| Direkt Bild zu diesem Denkmal hochladen | Treppenhaus mit Fliesenfußboden im Parterre, Stufen und Geländer | Bahnhofstraße 3 (Karte) | Um 1900 | Bemerkenswert und gestalterisch aufwendig, nichtalltägliches Beispiel, künstlerisch von Bedeutung | 08967583 |
| Weitere Bilder                          | Villa mit Einfriedung | Bahnhofstraße 4 (Karte) | Nach 1900 | Malerisch gestalteter Villenbau der Jahrhundertwende mit barockem Dekor, baugeschichtlich und städtebaulich von Bedeutung. Malerisch gestalteter Villenbau der Jahrhundertwende mit barockem Dekor, Erker, Schweifgiebel und Zierfachwerk. | 09286513 |
| Weitere Bilder                          | Villa mit Einfriedung | Bahnhofstraße 5 (Karte) | Bezeichnet mit 1896 | Markanter Eckbau mit anspruchsvoller historistischer Fassadengestaltung (besonders erwähnenswert der runde Vorbau an der Ecke mit schmiedeeisernem Gitter, Bogenstellung und floraler Fensterverzierung im Erdgeschoss), baugeschichtlich und städtebaulich von Bedeutung | 09286475 |
| Weitere Bilder                          | Mietshaus in Ecklage und in geschlossener Bebauung | Bahnhofstraße 7 (Karte) | Um 1900 | Zeittypischer historisierender Klinkerbau, aufwendig im Detail, baugeschichtlich und platzbildprägend von Bedeutung | 09286472 |
| Weitere Bilder                          | Villa in Ecklage | Bahnhofstraße 8 (Karte) | 1895 | Malerischer Historismusbau mit Turmanbau, Zierfachwerk, Erker usw., bau- und stadtentwicklungsgeschichtlich von Bedeutung | 09286474 |
| Weitere Bilder                          | Mietshaus in geschlossener Bebauung | Bahnhofstraße 9 (Karte) | Um 1900 | Baugeschichtlich und künstlerisch von Bedeutung. Gründerzeitbau mit aufwendiger, durchgängig neobarocker Fassade aus genutetem Erdgeschoss, kräftigen Gesimsen, geradezu üppigen Fenstereinfassungen und -bedachungen, figuralem Schmuck, Risalit mit geschwungenem Abschluss und reichem Dacherker. | 09286476 |
| Weitere Bilder                          | Mietshaus in geschlossener Bebauung | Bahnhofstraße 11 (Karte) | Um 1900 | Baugeschichtlich und künstlerisch von Bedeutung. Repräsentativster Gründerzeitbau in der Bahnhofstraße mit barocker Fassadengestaltung, Turmaufbau und Dachgaupen, hinsichtlich des gestalterischen Aufwandes vergleichbar mit großstädtischen Bauten aus dieser Epoche. | 09286477 |
| Weitere Bilder                          | Mietshaus in geschlossener Bebauung | Bahnhofstraße 12 (Karte) | Vor 1900 | Sehr qualitätvoller und ausgewogen gestalteter Gründerzeitbau mit Anklängen an Barock, baugeschichtlich von Bedeutung (Glockendach über dem Erker und Loggien mit geschwungenen schmiedeeisernen Gittern), und Klassizismus (klare vertikale Gliederung der Fassade und Dreiecksbedachungen der Fenster) | 09286509 |
| Weitere Bilder                          | Mietshaus in geschlossener Bebauung | Bahnhofstraße 13 (Karte) | Um 1900 | Aufwendiger Historismusbau, baugeschichtlich und künstlerisch von Bedeutung. Aufwendige und malerische Schaufassade mit Erkern, Giebeln unterschiedlicher Gestalt, gotisierenden bzw. renaissancehaften Fenstereinfassungen, Loggien und Zierfachwerk Formengut der Jahrhundertwende zeigt (mit Reminiszenzen an mittelalterliche Fachwerkstädte, Gotik und Deutsche Renaissance, als Altdeutscher Stil oder Heimatstil bezeichnet), in Flur und Treppenhaus aufwendige Ausstattung mit Malerei, Stuck, dekorativen farbigen Fußbodenfliesen (die Wände zum Teil auch gefliest), schweren historisierenden Türen usw. | 09286478 |
| Weitere Bilder                          | Mietshaus in geschlossener Bebauung | Bahnhofstraße 14 (Karte) | Vor 1900 | Trotz der vereinfachten Obergeschosse noch sehr eindrucksvoller Bau, originale Gestaltung in Erdgeschoss und erstem Obergeschoss, zudem mit benachbarter Bebauung städtebaulich bedeutsam (als bauliches Zeugnis der Torgauer Stadterweiterung des 19. Jahrhunderts) | 09286508 |
| Weitere Bilder                          | Mietshaus in geschlossener Bebauung | Bahnhofstraße 15 (Karte) | Nach 1900 | Stattlicher Bau mit streng geometrischer Jugendstilfassade, zudem mit den benachbarten Häusern von baugeschichtlicher und städtebaulicher Bedeutung | 09286479 |
| Weitere Bilder                          | Mietshaus in geschlossener Bebauung | Bahnhofstraße 16 (Karte) | Vor 1900 | Gründerzeitbau mit bemerkenswertem Mittelerker, Teil der städtebaulich bedeutsamen Blockrandbebauung der Bahnhofstraße, bauliches Zeugnis der Torgauer Stadterweiterung um 1900 | 09286507 |
| Weitere Bilder                          | Mietshaus in geschlossener Bebauung | Bahnhofstraße 18 (Karte) | Vor 1900 | Repräsentatives Gründerzeithaus mit wohlproportionierter, symmetrisch angelegter Fassade, bereichert durch Formengut der Deutschen Renaissance wie Schweifgiebel, Erker, architravierte Fenstereinfassungen usw., baukünstlerisch qualitätvoller historisierender Bau des ausgehenden 19. Jahrhunderts, baugeschichtlich und künstlerisch von Bedeutung | 09286506 |
| Weitere Bilder                          | Wohnhaus in Ecklage und geschlossener Bebauung (Boxberger Haus) | Breite Straße 2 (Karte) | Bezeichnet mit 1545 | Charakteristisches Bürgerhaus der Renaissance mit hohem Steildach, profilierten Fenstergewänden, Ädikula über Eingang an der Breiten Straße und wertvoller Bausubstanz im Innern, Dachgaupen neobarock überformt, stadt- bzw. stadtentwicklungs- und baugeschichtlich von besonderer Bedeutung | 09287118 |
| Weitere Bilder                          | Wohnhaus in geschlossener Bebauung | Breite Straße 3 (Karte) | Um 1850 | Qualitätvoller spätklassizistischer Bau mit Kniestock, Zahnschnittfries unter der Dachtraufe und gestalterisch hervorgehobenem Erdgeschoss, stadt- bzw. stadtentwicklungsgeschichtlich bedeutend, baugeschichtlich von Wert | 09287127 |
| Weitere Bilder                          | Wohnhaus in geschlossener Bebauung | Breite Straße 4 (Karte) | Bezeichnet mit 1604 | Charakteristisches Bürgerhaus der Renaissance mit Steildach, profilierten Fenstergewänden, Sitznischenportal und wertvoller Bausubstanz im Innern, stadt- bzw. stadtentwicklungs- und baugeschichtlich von Bedeutung | 09287119 |
| Weitere Bilder                          | Wohnhaus in geschlossener Bebauung | Breite Straße 5 (Karte) | Nach 1550 | Charakteristisches kleinbürgerliches Wohnhaus der Renaissance mit Steildach und profilierten Fenstern, stadt- bzw. stadtentwicklungsgeschichtlich und baugeschichtlich von Bedeutung | 09287132 |
| Weitere Bilder                          | Wohnhaus in geschlossener Bebauung | Breite Straße 6 (Karte) | 16./17. Jahrhundert | Gebäude aus dem 16. und 17. Jahrhundert, Fassade nach 1850, rückwärtig einige profilierte Fenstergewände, im Innern wertvolle Bausubstanz, baugeschichtlich, stadt- bzw. stadtentwicklungsgeschichtlich von Bedeutung | 09287120 |
| Weitere Bilder                          | Wohnhaus in geschlossener Bebauung | Breite Straße 7 (Karte) | Um 1600 | Zweigeschossiges Gebäude mit hohem Satteldach und Resten wertvoller Bausubstanz aus der Entstehungszeit um 1600, baugeschichtlich, stadt- bzw. stadtentwicklungsgeschichtlich von Bedeutung | 09287131 |
| Weitere Bilder                          | Wohnhaus in geschlossener Bebauung | Breite Straße 8 (Karte) | 2. Hälfte 19. Jahrhundert | Gestalterisch qualitätvolles Gebäude der Neorenaissance mit Beletage, Eckbetonung, ädikulaartigen Fenstereinfassungen im ersten Obergeschoss und Kranzgesims, stadt- bzw. stadtentwicklungs- und baugeschichtlich von Bedeutung | 09287115 |
| Weitere Bilder                          | Wohnhaus in geschlossener Bebauung, mit zwei Hintergebäuden (Bürgermeister-Ringenhain-Haus) | Breite Straße 9 (Karte) | 1594 Dendro (Wohnhaus); spätes 16. Jahrhundert und frühes 17. Jahrhundert (Wand- und Deckenmalerei)                                              | Charakteristisches und besonders stattliches Bürgerhaus der Renaissance, dreigeschossig, mit hohem Satteldach und profilierten Fenstergewänden sowie einzigartiger Hausausstattung in Form bemalter Felderdecken aus dem 1. Viertel und Ende 16. Jahrhundert (bisher eines der künstlerisch qualitätvollsten Beispiele in Torgau), stadt- bzw. stadtentwicklungs- und baugeschichtlich bedeutsames Bauwerk, aus künstlerischer Sicht von singulärer Bedeutung. Hinter der schlichten Fassade eines stattlichen dreigeschossigen Bürgerhauses mit steilem Satteldach verbergen sich einzigartige, in höchster Qualität ausgeführte Decken- und Wandmalereien sowie plastische Dekorationselemente des späten 16. und frühen 17. Jahrhunderts. Diese machen es zum kunst- und kulturhistorisch bedeutendsten Renaissance-Bürgerhaus im mitteldeutschen Raum. Zu verdanken ist die Ausgestaltung dem wohlhabenden Torgauer Tuchhändler und Bürgermeister Paul Ringenhain (um 1570 bis 1637), der sein Haus nach dem Vorbild höfischer Wohnkultur prächtig ausgestalteten ließ. Die Decken- und Wandmalereien, die italienische und niederländische Einflüsse aufweisen, wurden von geschulten Künstlern, u. a. von dem Tiermaler Pieter de Bruck geschaffen. Sie offenbaren europäische Dimensionen. Die „Engelstube“ im ersten Obergeschoss mit einem Himmel aus Wolken, Sternen und musizierenden Engeln zeigt gestalterische Parallelen zu nicht mehr erhaltenen Engelstuben im Schloss Hartenfels. Die in den Raumstrukturen der Renaissance erlebbaren Obergeschosse, von denen das zweite erst teilweise restauriert werden konnte, entführen in die Geschichte des Hauses und dokumentieren in eindrucksvoller Weise Kultur und Kunst an der Wende vom 16. zum 17. Jahrhundert als Widerspiegelung des anspruchsvollen Lebensstils eines reichen Torgauer Bürgers. | 09287130 |
| Weitere Bilder                          | Wohnhaus in geschlossener Bebauung, mit Hintergebäude | Breite Straße 10 (Karte) | 1520/1530 | Charakteristisches Bürgerhaus der Renaissance mit profilierten Fenstergewänden und rundbogigem Sitznischenportal, stadt- bzw. stadtentwicklungs- und baugeschichtlich von Bedeutung | 09287116 |
| Weitere Bilder                          | Wohnhaus in geschlossener Bebauung | Breite Straße 11 (Karte) | 16. Jahrhundert | Stattliches dreigeschossiges Gebäude mit Satteldach und Bausubstanz aus dem 16.–17. Jahrhundert, stadt- bzw. stadtentwicklungsgeschichtlich und baugeschichtlich von Bedeutung | 09287135 |
| Weitere Bilder                          | Wohnhaus in Ecklage und geschlossener Bebauung, mit Hintergebäude an der Neustraße | Breite Straße 12 (Karte) | Anfang 17. Jahrhundert (Wohnhaus); nach 1600 (Hinterhaus)                                                                                        | Vorderhaus im Kern nach 1600, im 19. Jahrhundert überformt (Fassade und Aufstockung), Hintergebäude nach 1600, beide mit profilierten Fenstergewänden, stadt- bzw. stadtentwicklungs- und baugeschichtlich von Bedeutung | 09287133 |
| Weitere Bilder                          | Wohnhaus in geschlossener Bebauung | Breite Straße 14 (Karte) | 3. Viertel 19. Jahrhundert | Gestalterisch qualitätvolles, klassizistisch wirkendes Gebäude mit Volutenkonsolen, Rosetten, figürlichen Medaillons usw., stadt-, stadtentwicklungs- und baugeschichtlich sowie künstlerisch von Bedeutung | 09287128 |
| Weitere Bilder                          | Wohnhaus in geschlossener Bebauung mit Hintergebäude | Breite Straße 15 (Karte) | 18. Jahrhundert | Stadtentwicklungsgeschichtlich und baugeschichtlich bedeutend, das Hinterhaus zudem eines der letzten Hofgebäude aus dem 18. Jahrhundert (Seltenheitswert) | 09287134 |
| Weitere Bilder                          | Wohnhaus in geschlossener Bebauung | Breite Straße 16 (Karte) | Um 1600 | Charakteristisches Bürgerhaus der Renaissance mit hohem Steildach, Erker und profilierten Fenstergewänden sowie bemerkenswerter Kelleranlage, stadt- bzw. stadtentwicklungs- und baugeschichtlich von Bedeutung | 09287129 |
| Weitere Bilder                          | Wohnhaus in Ecklage und geschlossener Bebauung | Breite Straße 16a (Holzweißigstraße 2) (Karte) | Vor 1600 | Baugeschichtlich und straßenbildprägend von Bedeutung | 09286654 |
| Weitere Bilder                          | Wohnhaus in Ecklage und geschlossener Bebauung | Breite Straße 18 (Karte) | Anfang 17. Jahrhundert | Charakteristisches Gebäude nach 1600 mit Steildach, Fassade später, stadt- bzw. stadtentwicklungsgeschichtlich und baugeschichtlich von Bedeutung | 09287123 |
| Weitere Bilder                          | Wohnhaus in geschlossener Bebauung | Breite Straße 19 (Karte) | 18. Jahrhundert | Nach 1945 Haus des Handwerks, ursprünglich wohl als Ackerbürgerhaus mit breiter, korbbogenförmiger Tordurchfahrt errichtet, nach 1850 aufgestockt und Fassade leicht überformt, stadt- bzw. stadtentwicklungsgeschichtlich und baugeschichtlich bedeutend. Dreigeschossig, ursprünglich zweigeschossig, in 2. Hälfte des 19. Jahrhunderts aufgestockt, vor allem im Erdgeschoss ältere Substanz, über Korbbogenportal Sgraffito mit Symbolen und Inschrift „Haus des Handwerks“. | 09287117 |
| Weitere Bilder                          | Wohnhaus in geschlossener Bebauung | Breite Straße 20 (Karte) | 2. Hälfte 16. Jahrhundert | Charakteristisches kleinbürgerliches Wohnhaus des 16. Jahrhunderts mit Steildach, profilierten Fenstergewänden und wertvoller Bausubstanz im Innern, Schleppluke und Kranzgesims später, stadt- bzw. stadtentwicklungs- und baugeschichtlich von Bedeutung (Denkmaltext und Auszug aus der Denkmalkarte beim LfD mit ID = 09287122 vertauscht) | 09287121 |
| Weitere Bilder                          | Wohnhaus in geschlossener Bebauung | Breite Straße 22 (Karte) | 2. Hälfte 18. Jahrhundert | Barockes Gebäude mit betonter Mittelachse, ausgebautem Mansarddach und korbbogenförmiger Durchfahrt, besonderer gestalterischer Akzent durch biedermeierliches Tor, stadt- bzw. stadtentwicklungs- und baugeschichtlich von Bedeutung (Denkmaltext und Auszug aus der Denkmalkarte beim LfD mit ID = 09287121 vertauscht) | 09287122 |
| Weitere Bilder                          | Wohnhaus in geschlossener Bebauung | Breite Straße 24 (Karte) | Um 1600 | Möglicherweise Bausubstanz um 1600, im 19. Jahrhundert überformt, baugeschichtlich sowie stadt- und stadtentwicklungsgeschichtlich von Bedeutung | 09287126 |
| Weitere Bilder                          | Wohnhaus in geschlossener Bebauung | Breite Straße 26 (Karte) | Anfang 17. Jahrhundert | Charakteristisches Bürgerhaus der Renaissance mit hohem Steildach und profilierten Fenstergewänden, das geohrte Segmentbogenportal Ende 18. Jahrhundert, stadt- bzw. stadtentwicklungsgeschichtlich bedeutend und von baugeschichtlichem Wert. Hinterhaus im Hof nicht mehr vorhanden. | 09287125 |
| Weitere Bilder                          | Wohnhaus in Ecklage und geschlossener Bebauung | Breite Straße 28 (Karte) | 2. Viertel 19. Jahrhundert | Markantes spätbiedermeierliches Gebäude, stadt-bzw. stadtentwicklungs- und baugeschichtlich von Bedeutung | 09287124 |
| Weitere Bilder                          | Stadtseitige Mauer, Kasernengebäude, zwei Poternen (befestigte Durchgänge) im Norden und Süden, zwei Hohltraversen im Nordosten sowie Pulvermagazin im Norden des Geländes (Einzeldenkmale zu ID-Nr. 09301190) | Brückenkopf (Karte) | 1811–1813 (Festungsmauer); bezeichnet mit 1812 (Poterne); 1856–1857 (Kaserne); bezeichnet mit 1879 (Hohltraverse); um 1880 (Pulvermagazin)       | Einzeldenkmale der Sachgesamtheit Brückenkopf (als Teil der ehemaligen Landes-Haupt-Festung); weitgehend vollständig erhaltenes Außenwerk der historischen Befestigung aus der Zeit der Napoleonischen Kriege, Kasernengebäude des 19. Jahrhunderts architektonisch bemerkenswertes Zeugnis aus der preußischen Garnisonszeit, Anlage und Gebäude sind militärhistorisch bedeutsam. Eine (wohl) 1632 angelegte Schanze am Brückenkopf östlich der Elbe und gegenüber Schloss Hartenfels wurde 1811–1813 zum Außenwerk einer Festung (Landes-Haupt-Festung) ausgebaut. Dessen Grundriss mit Bastionen, geschlossenem Wall und Graben sowie diversere jüngere Bauten blieben weitgehend erhalten. Ende der 1850er Jahre kamen an der zur Elbe gelegenen Kehlseite eine Grabenwehr (Kaponniere, abgebrochen) und eine halbrunde Defensionskaserne als Reduit hinzu. Die Defensionskaserne hat sich bis auf fehlende kleinerer Aufbauten nicht verändert. Sie entstand nach einem Entwurf des Ingenieurs und Majors vom Platz Schneider. Die (wohl) im Geheimen Staatsarchiv Preussischer Kulturbesitz, Berlin-Dahlem befindlichen Pläne sind mit 1856 datiert und im gleichen Jahr gegengezeichnet, d. h. (wohl) bestätigt worden. Baubeginn dürfte also spätestens 1857 gewesen sein. Die elbseitig vorgelagerte Mauer und die Kaserne sind aus Zyklopenmauerwerk ausgeführt. Im Inneren des U-förmig angelegten Baus finden sich im Obergeschoss beschusssichere Innenräume, zumeist Geschützstände. Diese werden über einen Gang erschlossen. Alle Räumlichkeiten sind eingewölbt. Die beiden noch erhaltenen Poternen im Norden und Süden der Anlage sind mit 1812 datiert. Die beiden Hohltraversen stammen von 1879. Bis 1889 blieb der Brückenkopf Festungswerk. Danach diente er bis 1914 als Kaserne. Während des Ersten Weltkrieges nutzte das Militär die Anlage als Kriegsgefangenenlager. | 09286672 |
| Weitere Bilder                          | Brückenkopf, ehemalige Landes-Haupt-Festung (Sachgesamtheit) | Brückenkopf 2, 3, 4, 5 (Karte) | 1811–1813 (Fort); 1811–1859 (Sachgesamtheit); 19. Jahrhundert (Nebengebäude); 2. Hälfte 18. Jahrhundert/1. Hälfte 19. Jahrhundert (Wohnhaus)     | Sachgesamtheit Brückenkopf als Teil der ehemaligen Landes-Haupt-Festung mit folgenden Einzeldenkmalen: stadtseitiger Mauer, Kasernengebäude, zwei Poternen (befestigte Durchgängen) im Norden und Süden, zwei Hohltraversen im Nordosten sowie Pulvermagazin im Norden des Geländes (siehe 09286672) sowie Graben, Wall und alle übrigen Gebäuden innerhalb der Anlage als Sachgesamtheitsteilen (zwei Nebengebäude Nr. 2 und 3 – zwei Pontonschuppen – und Wohnhaus Nr. 5), dazu prägende Allee entlang der Elbfront (Kehle, nördlich der Brücke) und an der Nordseite; vollständig erhaltenes Außenwerk der historischen Befestigung aus der Zeit der Napoleonischen Kriege, Kasernengebäude des 19. Jahrhunderts, architektonisch bemerkenswertes Zeugnis aus der preußischen Garnisonszeit, Anlage und Gebäude sind militärhistorisch bedeutsam | 09301190 |
| Weitere Bilder                          | Städtisches Krankenhaus (Kreiskrankenhaus Torgau) | Christianistraße 1 (Karte) | 1906–1907 | Repräsentativer, zweigeschossiger Bau mit Mansarddach, Mittelrisalit und zwei pavillonartigen Seitentrakten, ungewöhnliche Fassadengestaltung in der Art der Wiener Sezession mit barockisierenden Elementen, als einer der wenigen Bauten dieser Art in der Region architektonisch bedeutend (in Sachsen ist Vergleichbares bisher nur aus Plauen bekannt), baugeschichtlich und sozialgeschichtlich von Bedeutung | 09286697 |
| Weitere Bilder                          | Grundablass bzw. Teichständer des Großen Teichs, Anlage aus Mauer mit Sandsteinquadern, Treppe sowie Wehr und Geländer (Ständer-Wehr) | Dahlener Straße (Karte) | 1674 (Wehr); 1. Hälfte 19. Jahrhundert (Geländer)                                                                                                | Der Große Teich gehört mit seinen Anlagen zu den ältesten Denkmalen der Produktionsgeschichte im sächsischen Raum (siehe Dahlener Straße, Großer Teich), technikgeschichtlich von Bedeutung. Das Ständer-Wehr (oder auch Teichständer) am Großen Teich ist in einen Erdwall hineingebaut. Möglicherweise gehörte dieser zeitweilig zur sogenannten Teichschanze. Die aus Sandsteinquadern errichtete eigentliche Wehranlage verfügt über einen tief angeordneten Grundablass mit beweglichem Verschluss und einen seitlichen, teilweise überdachten, Überlauf. Über dem Grundablass erhebt sich ein massiver, blockhafter Aufbau, auf dem wiederum das Schutzhäuschen mit der Drehspindel für den beweglichen Verschluss steht. An der Rückseite des blockhaften Aufbaus (ostseitig) zeigt sich ein ovaler Spiegel mit winkligem Gesims und kursächsischem Wappen. Der mittels einer zusätzlichen Wange kanalartig ausgebildete Überlauf wird mittig durch einen Bogen überspannt. Die teichseitige Überdachung ist später hinzugekommen. Nach der vorhandenen Literatur soll das Ständer-Wehr 1674 entstanden sein. Das Geländer und das Schutzhäuschen stammen aus dem 19. Jahrhundert. | 09286700 |
| Weitere Bilder                          | Überflutungsanlage aus Sandsteinmauern mit wulstartiger Abdeckung (Schleusenlünette I der ehemaligen Landes-Haupt-Festung) | Dahlener Straße (Karte) | 1831–1833 | Erhaltenes Werk der historischen Stadtbefestigung aus der preußischen Garnisonszeit, militärhistorisch und ortsgeschichtlich von Bedeutung. Sandsteinquadermauerwerk zu beiden Seiten des Schwarzen Grabens, nahe bei der Dahlener Straße 13. | 09287038 |
| Weitere Bilder                          | Straßenbrücke über den Schwarzen Graben | Dahlener Straße (Karte) | 17./18. Jahrhundert | Bogenbrücke aus Bruchstein und Quadermauerwerk, als original erhaltenes Brückenbauwerk des 17./18. Jahrhunderts bedeutend, möglicherweise Teil des Großen Teichs, der zu den ältesten Denkmalen der Produktionsgeschichte im sächsischen Raum zählt (siehe Dahlener Straße, Großer Teich), baugeschichtlich und technikgeschichtlich von Bedeutung. Die Bogenbrücke befindet sich ca. 150 m nordöstlich vom Ständer-Wehr, in unmittelbarer Nähe der B 182 und des Parkplatzes am sogenannten Kuhteich. | 09286701 |
| Weitere Bilder                          | Großer Teich: Anlage des Teichs einschließlich Dammbauwerk und Allee | Dahlener Straße (Karte) | 1483–1484 | Als im späten Mittelalter künstlich angelegter Fischzuchtteich (zeitweilig diente er auch der Landwirtschaft) von besonderer wirtschaftsgeschichtlicher Bedeutung (siehe auch Dahlener Straße, Ständer-Wehr und Bogenbrücke sowie Turnierplatzweg, Zweibogenbrücke). Eichenallee oberhalb des Dammbauwerkes, bereits auf dem Sächsischen Meilenblättern von 1810 verzeichnet (vgl. Berliner Meilenblatt, 1810, Blatt 50). | 09287207 |
| Weitere Bilder                          | Villa | Dahlener Straße 12 (Karte) | Um 1905 | Eines der wenigen Torgauer Beispiele der Architektur der Frühen Sachlichkeit, baugeschichtlich und städtebaulich von Bedeutung. Mansarddach, zwei Dreiecksgiebel, Anbauten, schlichte Fassadengestaltung, Neue Sachlichkeit nach 1900 (Form wird von Funktion bestimmt, im Gegensatz zur Fassadenarchitektur des Historismus). | 09286687 |
| Weitere Bilder                          | Wohnhaus in offener Bebauung | Dahlener Straße 13 (Karte) | Um 1925 | Charakteristisches Holzhaus der zwanziger Jahre, bauliches Zeugnis der Architekturbewegung jener Zeit, preiswert und solide gestaltete Wohnhäuser auch in Fertigteilbauweise anzubieten, baugeschichtlich von Bedeutung. Vgl. mit Text zu den Holzhäusern auf der Naundorfer Straße. | 09287037 |
| Weitere Bilder                          | Gaststätte und Hintergebäude (Parklokal Sanssouci) | Dahlener Straße 15 (Karte) | 2. Viertel 19. Jahrhundert (Gasthof); um 1900 (Saal)                                                                                             | Historische Ausflugsgaststätte, Gaststätte bestehend aus zwei unterschiedlichen Bauten, das ältere nördliche Gebäude unter Verwendung originaler Teile rekonstruiert, der jüngere als Klinkerbau mit Saal, ortsgeschichtlich und baukünstlerisch von Bedeutung. Älterer nördliche Putzbau vor 1850 entstanden, Rekonstruktion unter Verwendung originaler Teile 1996–1997, der später hinzugekommene Klinkerbau im Süden Ende 19. Jahrhundert oder um 1900 als Saalanbau. | 09286699 |
| Weitere Bilder                          | Wohnhaus in offener Bebauung | Döbernsche Straße 6 (Karte) | Um 1895 | Markantes Klinker-Putz-Gebäude der Gründerzeit, bau- und stadtentwicklungsgeschichtlich bedeutend | 09287208 |
| Weitere Bilder                          | Herrenhaus, parkartiger Garten, Toranlage und Wirtschaftsgebäude des Gutes Mahla | Döbernsche Straße 30 (Karte) | Um 1900 (Stallgebäude); um 1910 (Herrenhaus) | Verweist auf die Lebens- und Repräsentationsansprüche damaliger Besitzer derartiger Anwesen, insbesondere das Herrenhaus mit seiner zu großen Teilen überkommenen Ausstattung bemerkenswertes architektonisches Zeugnis seiner Zeit, vor allem bau- und sozialgeschichtlich von Bedeutung (siehe auch Mahlaweg 14). - Herrenhaus: zweigeschossig, mit dominantem, dreieckigem Hauptgiebel zum Hof, großen und kleinen Fledermausgaupen, mit etwas aufwendiger gestaltetem Eingangsbereich (Portal, Freitreppe und Balustrade bzw. Balkon), relativ schmuckloser Jugendstilbau mit barocken Elementen (Jugendstil-Putz an Stall und Fenstern) um 1910 - Stallgebäude: mit Gewölben, Satteldach und turmartigem Aufbau um 1900 | 09286692 |
| Weitere Bilder                          | Mietshaus in Ecklage und geschlossener Bebauung | Dommitzscher Straße 1 (Karte) | Um 1900 | Gestalterisch hervorgehobener Bau der Jahrhundertwende mit weitgehend original erhaltenem Fassadenschmuck des Historismus und des Jugendstils, baugeschichtlich von Bedeutung, zudem an dieser gut einsehbaren Stelle von städtebaulicher Bedeutung | 09286532 |
| Weitere Bilder                          | Mietshaus in Ecklage und geschlossener Bebauung | Dommitzscher Straße 3 (Karte) | Um 1900 | Markanter spätgründerzeitlicher Wohnbau mit verbrochener Ecke, baugeschichtlich und städtebaulich von Bedeutung | 09286526 |
| Weitere Bilder                          | Mietshaus in Ecklage und offener Bebauung | Dommitzscher Straße 5 (Karte) | Um 1900 | Spätgründerzeitlicher Putzbau mit verbrochener Ecke, baugeschichtlich und städtebaulich von Bedeutung | 09286607 |
| Weitere Bilder                          | Gasthof „Zur Burg“ | Dommitzscher Straße 7 (Karte) | Um 1900 | Markantes zweigeschossiges Gebäude mit Klinkerfassade, burgähnlich gestalteter Bau des ausgehenden 19. Jahrhunderts, diese Art der Gestaltung fand insbesondere bei Brauereien, Gasthäusern und Gasthöfen Anwendung, bau- und ortsgeschichtlich von Bedeutung. Das an der Dübener Straße gelegene Nebengebäude wurde 1994 abgebrochen. | 09286531 |
| Weitere Bilder                          | Friedhof Torgau (Sachgesamtheit) | Dommitzscher Straße 10 (Karte) | Um 1900 | Sachgesamtheit Friedhofskapelle und Friedhof Torgau mit folgenden Einzeldenkmalen: Friedhofskapelle, Friedhofsportal, neun Grabmale, Denkmal für die Opfer des Faschismus, Denkmal für die Gefallenen des Ersten Weltkrieges und zwei Kriegerdenkmale für russische und französische Gefallene des Ersten Weltkrieges (siehe 09287209) sowie Friedhof als Sachgesamtheitsteil und die Friedhofsgestaltung als Gartendenkmal; künstlerisch, militär-, orts- und personengeschichtlich von Bedeutung. Anlage des Friedhofs mit regelmäßigem Wege- und Alleensystem. | 09302405 |
| Weitere Bilder                          | Friedhofskapelle, Friedhofsportal, neun Grabmale, Denkmal für die Opfer des Faschismus, Denkmal für die Gefallenen des Ersten Weltkrieges sowie zwei Kriegerdenkmale für russische und französische Gefallene des Ersten Weltkrieges (Einzeldenkmale zu ID-Nr. 09302405) | Dommitzscher Straße 10 (Karte) | 1813–1910 (Grabmal); um 1900 (Friedhofsgestaltung); um 1905 (Friedhofskapelle und Friedhofsportal); um 1910 (Friedhofsbestandteil)               | Einzeldenkmale der Sachgesamtheit Friedhofskapelle und Friedhof Torgau; künstlerisch, militär-, orts- und personengeschichtlich von Bedeutung, Grabmale zum Teil in ihrer Form sogar singulär. Einschiffiger Kapellenbau mit verschiedenen Anbauten und Jugendstilfassade, dazu die im gleichen Stil errichtete Toranlage (in Kapelle Ausstattung aus Entstehungszeit), denkmalgeschützte Grabmäler auf dem Städtischen Friedhof: - 1. Grabstätte Bierwerth, repräsentative Anlage mit gestaffelter Rückwand und frei stehender Figur, um 1910 - 2. Grabmal Gustav Jacobitz und die Seinen, tempelartige Ruhestätte mit Bronze einer Trauernden, 1907 - 3. Grabmal bzw. Mahnmal für 160 antifaschistische Widerstandskämpfer, bestehend aus Sockel und rotem Porphyrblock mit Inschrift, um 1950 - 4. Gefallenen- bzw. Kriegerdenkmal in Form einer Pyramide mit Helmaufsatz, im Umkreis drei einheitlich gestaltete Einzelgräber, 1917 - 5. Kriegerdenkmal für belgische und französische Soldaten, neobarocker Pyramidenstumpf, 1917 - 6. Kriegerdenkmal für russische Soldaten, 1918 - 7. Grabmal eines Torgauer Bürgers, Sockel mit angedeuteten Steinen und abgebrochener ionischer Säule, 1. Hälfte 19. Jahrhundert - 8. Grabdenkmal Graf Louis de Narbonne, flacher, rechteckiger Kenotaph mit Inschrift usw., um 1813 - 9. Grabmal mit Sitzfigur einer Trauernden, um 1921 - 10. Grabmal Josef Polowsky, Stein mit Inschrift, um 1983 - 11. Grabmal eines Offiziers, Platte mit Kreuz und Trophäe, um 1815/20 - 12. Grabmal Heinrich Gustav Le Petit, Grabtumba mit Einfassung, 1811 - 13. sogenanntes Hohes Kreuz, Sandsteinkreuz mit Inschrift, 1844 | 09287209 |
| Weitere Bilder                          | Offizierskasino/Offiziers-Speiseanstalt mit Einfriedung (Kaserne des XII. Husaren-Regiments) | Dommitzscher Straße 30 (Karte) | 1898–1901 | Kasino mit reicher Klinkerfassade (roter Klinker), dominierendem Schweifgiebel, Eckturm und aufwendiger Einfriedung im Stil der Deutschen Renaissance errichtet, markantes Militärgebäude Torgaus aus der Zeit um 1900, zudem im Zusammenhang mit den übrigen Bauten der Kaserne orts- und militärhistorisch bedeutsames Zeugnis aus der preußischen Garnisonszeit. Offiziers-Speiseanstalt von 1898–1901 erbaut, ausgeführt nach Entwurf des Königl. Kriegsministeriums, durch den Königl. Baurat Reimer, den Königlichen Garnison-Bauinspektor Trautmann und durch den Regierungsbaumeister Amschler. | 09286695 |
| Weitere Bilder                          | Militärgebäude, Einlassgebäude und Einfriedungsmauer (ehemaliges Proviantamt) | Dommitzscher Straße 32 (Karte) | Um 1900 (2 Militärgebäude); um 1910 (Einlassgebäude)                                                                                             | Baukünstlerisch zum Teil sehr aufwendig, zudem orts- und militärhistorisch bedeutsame Zeugnisse aus der preußischen Garnisonszeit, langgestreckte Militärgebäude | 09286696 |
| Weitere Bilder                          | Überflutungsanlage aus Sandsteinmauer mit wulstartiger Abdeckung (Schleusenlünette II der ehemaligen Landes-Haupt-Festung) | Dr.-Külz-Ufer (Karte) | 1831–1833 | Erhaltenes Werk der historischen Stadtbefestigung aus der preußischen Garnisonszeit, militärhistorisch von Bedeutung | 09286677 |
| Weitere Bilder                          | Mietshaus in geschlossener Bebauung, mit Einfriedung | Dr.-Külz-Ufer 1 (Karte) | Um 1900 | Spätgründerzeitlicher Wohnbau mit aufwendig gegliederter Putzfassade, baugeschichtlich und städtebaulich von Bedeutung | 09286533 |
| Weitere Bilder                          | Mietshaus in geschlossener Bebauung, mit Einfriedung | Dr.-Külz-Ufer 2 (Karte) | Um 1900 | Zeittypischer Wohnbau mit Klinker-Werkstein-Fassade, baugeschichtlich und städtebaulich von Bedeutung | 09286534 |
| Weitere Bilder                          | Mietshaus in geschlossener Bebauung, mit Einfriedung | Dr.-Külz-Ufer 3 (Karte) | Um 1900 | Zeittypischer Wohnbau mit aufwendig gestalteter Klinker-Werkstein-Fassade, baugeschichtlich und städtebaulich von Bedeutung | 09286535 |
| Weitere Bilder                          | Mietshaus in geschlossener Bebauung, mit Einfriedung | Dr.-Külz-Ufer 4 (Karte) | Um 1900 | Gründerzeitlicher Bau mit historisierender Fassade, baugeschichtlich und städtebaulich von Bedeutung | 09286536 |
| Weitere Bilder                          | Mietshaus in geschlossener Bebauung, mit Einfriedung | Dr.-Külz-Ufer 5 (Karte) | Um 1900 | Gründerzeitlicher Bau mit historisierender Fassade, baugeschichtlich und städtebaulich von Bedeutung | 09286537 |
| Weitere Bilder                          | Mietshaus mit Einfriedung in halboffener Bebauung | Dr.-Külz-Ufer 7 (Karte) | Bezeichnet mit 1927 | Gebäude aus den 1920er Jahren mit qualitätvollen expressionistischen Motiven, baukünstlerisch bedeutend, da einziger derart gestalteter Bau in Torgau | 09286538 |
| Weitere Bilder                          | Mietshaus in geschlossener Bebauung, mit Einfriedung | Dr.-Külz-Ufer 8 (Karte) | Um 1900 | Zeittypischer Wohnbau mit historisierender Putzfassade, baugeschichtlich und städtebaulich von Bedeutung | 09286539 |
| Weitere Bilder                          | Mietshaus in geschlossener Bebauung, mit Einfriedung | Dr.-Külz-Ufer 9 (Karte) | Um 1900 | Baugeschichtlich und städtebaulich von Bedeutung | 09286540 |
| Weitere Bilder                          | Mietshaus in geschlossener Bebauung | Dr.-Külz-Ufer 10 (Karte) | Um 1900 | Charakteristischer Wohnbau mit belebter Klinker-Werkstein-Fassade, baugeschichtlich und städtebaulich von Bedeutung | 09286541 |
| Weitere Bilder                          | Mietshaus in geschlossener Bebauung | Dr.-Külz-Ufer 11 (Karte) | Um 1910 | Putzfassade mit Anlehnungen an den Reformstil der Zeit um 1910, baugeschichtlich und städtebaulich von Bedeutung | 09286542 |
| Weitere Bilder                          | Eisenbahnbrücke der Hafenbahn Torgau | Dr.-Külz-Ufer 18 (bei) (Karte) | Um 1898 | Stahlfachwerkbrücke der Hafenbahn Torgau über den Schwarzen Graben, eisenbahngeschichtlich und baugeschichtlich von Bedeutung sowie ortsbildprägend. Eröffnung des Güterbahnhofs Torgau Hafen im Jahr 1898, vermutlich zeitgleich Anlage eines ca. 2 km langen Anschlussgleises (normalspurige Stichbahn, westlich von der Hauptstrecke in Richtung Hafen abzweigend) mit Eisenbahnbrücke über den ehemaligen Wehrgraben der Stadt. Rund 80 Meter lange, genietete Stahlfachwerkbalkenbrücke mit untenliegender Fahrbahn (eingleisig), Überbauten bestehend aus Halbparabelträgern über zwei Brückenfelder zwischen den Widerlagern und dem Mittelpfeiler aus Natursteinmauerwerk, Konstruktion der Halbparabelträger: Ober- und Untergurtenden sind nicht unmittelbar miteinander verbunden, dazwischen einteiliges Ständerfachwerk mit senkrechten Ständern und diagonalen Zugstreben, an den Seiten zur Mitte hin fallend, in den fünf mittleren Feldern fünf Andreaskreuze ausbildend – Konstruktion nach Art eines Parker-Trägers (Patente von C. H. Parker zwischen 1868 und 1871, Konstruktionsweise ermöglichte größere Spannweiten), materialsparende Trägerform mit Verstärkung der polygonal gewölbten Obergurte jeweils zur am stärksten beanspruchten Bogenmitte (gewölbte Form war jedoch in der Fertigung aufwändiger, so dass später zumeist Parallelträgerbrücken errichtet wurden), zwischen den geraden Untergurten Querträger mit Schwellenträgern und Gleisaufbau mit Holzschwellen, horizontaler unterer Windverband sowie Winkelprofile zwischen Ständern und Querträgern zur Verbesserung der Quer- bzw. Seitensteifigkeit. | 09305319 |
| Weitere Bilder                          | Mietshaus in geschlossener Bebauung | Dübener Straße 2 (Karte) | Um 1900 | Baugeschichtlich und städtebaulich von Bedeutung | 09286527 |
| Weitere Bilder                          | Mietshaus in halboffener Bebauung | Dübener Straße 6 (Karte) | Um 1900 | Wohnbau mit ausgewogen gegliederter Klinker-Werkstein-Fassade, baugeschichtlich und städtebaulich von Bedeutung | 09286529 |
| Weitere Bilder                          | Mietshaus in geschlossener Bebauung | Dübener Straße 7 (Karte) | Um 1900 | Wohlproportionierter Gründerzeitbau mit Klinker-Sandstein-Architektur, Mittelrisalit und genutetem Erdgeschoss, baugeschichtlich und städtebaulich von Bedeutung | 09286530 |
| Weitere Bilder                          | Mietshaus in halboffener Bebauung | Dübener Straße 8 (Karte) | Um 1900 | Von architekturhistorischem Wert (bauliches Zeugnis), baugeschichtlich und städtebaulich von Bedeutung | 09287045 |
| Weitere Bilder                          | Busch-Villa mit Garten | Eilenburger Straße 8 (Karte) | Um 1930 | Charakteristischer Wohnbau der zwanziger und dreißiger Jahre mit traditionellen und expressionistischen Gestaltungselementen, von architekturhistorischem Wert (bauliches Zeugnis der Architektur um 1930). Villenbau mit Walmdach und Veranda, zweigeschossig, Dreiecksgaupen, Rundbogenportal, Sprossenfenster und originale Tür. | 09287039 |
| Weitere Bilder                          | Wohnhaus mit Einfriedung in offener Bebauung | Eilenburger Straße 72 (Karte) | Um 1900 | Charakteristischer Bau der Architektur um 1900, baugeschichtlich von Bedeutung. Mit roten Klinkern und bemerkenswerter Tür, möglicherweise Eisenbahnerhaus oder Wohnhaus der Firmeninhaber Fickert. | 09287042 |
| Weitere Bilder                          | Gasthof „Schwarzer Bär“ | Eilenburger Straße 118 (Karte) | 1822 | Zweigeschossiger Bau mit charakteristischem Krüppelwalmdach, alter historischer Gasthof Torgaus, baugeschichtlich und ortsgeschichtlich von Bedeutung. Der Schwarze Bär war schon im 17. Jahrhundert ein beliebter Einkehr- und Ausspannungshof für Reisende von und nach Leipzig sowie für die Leute auf den Torgauer Jahrmärkten. Hier tranken sie das beliebte Torgauer Bier, zu dem der Mühlgraben das vorzüglichste Wasser lieferte. Beim Festungsbau 1811 wurde der Gasthof abgerissen und einige Jahre später vor der Stadt, an der heutigen B 87, wieder aufgebaut. Bis zum Beginn des Zweiten Weltkrieges war er noch in Betrieb. | 09286703 |
| Weitere Bilder                          | Festungswerk (Ufermauer zur Elbe der ehemaligen Landes-Haupt-Festung, Hauptwerk) | Elbstraße (Karte) | 1811–1814 (Wassertor); 1812 (Mühlpforte); bezeichnet mit 1817 (Schlussstein); bezeichnet mit 1819 (Schlussstein); bezeichnet mit 1822 (Batterie) | Uferbefestigung zur Elbe entlang des Pestalozziwegs und der Elbstraße aus Sandsteinquadern und Ziegelmauerwerk mit mehrmals rückspringender Front vom Oberhafentor bis zum Unterhafentor, einschließlich Wassertor, Elbbatterie, Mühlpforte sowie zwei Steinen (die beiden dazu gehörenden Batardeaux siehe Loßwiger Weg und Pestalozziweg), Teil der historischen Befestigung Torgaus aus der Zeit der Napoleonischen Kriege, städtebaulich, militärhistorisch, architektonisch bedeutend sowie von singulärem Wert als eine der letzten Anlagen dieser Art in Deutschland. - Wassertor: Toranlage aus wuchtigen Pfeilern und Mauerstücken, mit Sandsteinquadern errichtet (nahe Elbstraße 23) - Mühlpforte (1812 und 1878): massive Anlage mit Rundbogenöffnungen, landwärts führendem Gang und Treppen, die Wände zumeist aus Sandsteinquadern, die Ziegelaufstockung über dem Bogen offenbar von 1878 (nahe Elbstraße 24), Datierung von 1812 nach einer Tafel unterhalb der Mühlenpforte die von 1878 ist auf einem älteren Foto aus dem Bildarchiv (1970er oder 1980er Jahre) im Scheitelstein der elbseitigen Rundbogeneinfassung noch gut lesbar - Nördlicher Stein: rechteckiger Sandsteinquader mit pyramidalem Abschluss, bezeichnet mit 1819 (Bereich Unterhafentor, nahe Pestalozziweg 13 und 15) - Südlicher Stein: ähnlich gestaltet, bezeichnet mit 1817 (gegenüber Pestalozziweg 5) | 09286971 |
| Weitere Bilder                          | Denkmal der Begegnung | Elbstraße (Karte) | 1946 | Fahnenmonument in Sandstein am Begegnungsort von sowjetischen und amerikanischen Truppen am 25. April 1945 (Elbe Day) an der Elbbrücke, von besonderer historischer Bedeutung und besonderem Erinnerungswert. Das Denkmal der Begegnung in Torgau erinnert vor allem an die Beendigung des Zweiten Weltkrieges, der von deutschem Boden ausging, und an die Millionen Toten die dieser verursacht hat, auch unter den Völkern der Sowjetunion. Darüber hinaus nimmt es Bezug zum Kampf der Alliierten gegen Hitlerdeutschland. Im Mittelpunkt steht die Begegnung zwischen sowjetischen und amerikanischen Truppenverbänden 1945 an der Elbe bei Torgau. Das nur ein Jahr später entstandene Monument wirkt wie ein sowjetisches Ehrenmal, da es von der Sowjetischen Armee selbst oder auf deren Veranlassung errichtet wurde. Dennoch verweisen Textpassagen und einige der Banner auf der Stele auch an die Beteiligung der Amerikaner. Das aufwendig gestaltete, frei stehende Monument aus Sockel, Stele und Aufsatz mit Trophäenschmuck erinnert an ein wichtiges Ereignis der Weltgeschichte. Somit ergeben sich die Denkmaleigenschaft und das öffentliche Erhaltungsinteresse aus seiner internationalen Bedeutung. Hinzu kommt der exemplarische Wert für die Denkmalarchitektur in der Sowjetischen Besatzungszone und der DDR. | 09286974 |
| Weitere Bilder                          | Nordabschnitt der historischen Stadtbefestigung zwischen Schloss, Elbstraße, Gartenstraße, Unter den Linden und Rückseite Rosa-Luxemburg-Platz 17, bestehend aus Mauerung, Stadtgraben und Bogenbrücke, gekennzeichnet durch zwei Rondelle und partiellen Brustwehrkranz (siehe auch Stadtmauer Südabschnitt, Schloßstraße) | Elbstraße (Gartenstraße, Unter den Linden) (Karte) | 16.–18. Jahrhundert | Baugeschichtlich, ortsgeschichtlich und stadtentwicklungsgeschichtlich von Bedeutung | 09286684 |
| Weitere Bilder                          | Brückenkopf bzw. Widerlager mit Bogen, Pfeiler und Wasserstandsanzeige der alten Straßenbrücke | Elbstraße (Karte) | 1811 | Von hohem Symbol- und Erinnerungswert für Begegnung an der Elbe (1945), geschichtlich von Bedeutung, zudem als Teil der historischen Befestigung aus der Zeit der Napoleonischen Kriege militärhistorisch bedeutsam | 09287005 |
| Weitere Bilder                          | Wohnhaus in geschlossener Bebauung | Elbstraße 2 (Karte) | 1. Hälfte 19. Jahrhundert | Stadtbaugeschichtlich von Bedeutung | 09287016 |
| Weitere Bilder                          | Wohnhaus in offener Bebauung | Elbstraße 3 (Karte) | 2. Hälfte 18. Jahrhundert | Stadtbaugeschichtlich von Bedeutung | 09287017 |
| Weitere Bilder                          | Wohnhaus in halboffener Bebauung | Elbstraße 4 (Karte) | Bezeichnet mit 1766 | Eindrucksvolles Barockgebäude mit betonter Eingangsachse und Mansarddach, bemerkenswert die rokokohaften Gewände auf genannter Achse, desgleichen die Füllungstür, architektur- und stadtbaugeschichtlich bedeutend sowie von Bedeutung für das Ortsbild. Das geohrte Türgewände zeigt einen bewegten Sturz mit Kartusche und Rocaillen. | 09287015 |
| Weitere Bilder                          | Wohnhaus in Ecklage und geschlossener Bebauung | Elbstraße 5a (Karte) | 18./19. Jahrhundert | Hervorgehobener Eckbau mit Mansarddach und Erker, von städtebaulichem Wert und bedeutend für das Ortsbild, mit seinen noch vom Barock geprägten Formen zudem architekturhistorisch bedeutend (Zeugniswert). Zweigeschossig, sechs Achsen (zur Elbstraße), Mansarddach, Erker im Obergeschoss, Fassade historisierend überformt, Bau im Wesentlichen aber aus dem 18. Jahrhundert, Eckerker von verzierten Konsolen getragen. | 09287003 |
| Weitere Bilder                          | Wohnhaus in geschlossener Bebauung | Elbstraße 7 (Karte) | Bezeichnet mit 1803 | Gestalterisch ausgewogenes Beispiel eines spätbarocken Wohngebäudes von architekturhistorischem Wert, zudem von stadtbaugeschichtlicher Bedeutung. Zweigeschossig, sieben Achsen, Mansarddach, Segmentbogenportal mit Ohren und Scheitelstein (bezeichnet mit 1803), darüber Fenster ebenfalls mit Segmentbogenabschluss, Sandsteingewände. | 09287001 |
| Weitere Bilder                          | Mietshaus in geschlossener Bebauung | Elbstraße 7 (zu) (Karte) | 3. Viertel 19. Jahrhundert | Markanter Historismusbau von architekturhistorischem Wert. Dreigeschossig, historisierende Fassade, sechs Achsen, bemerkenswertes Tor, über Tor Medaillon mit Schiffsdarstellung (möglicherweise ehemaliges Fischer- oder Schifferhaus). | 09287002 |
| Weitere Bilder                          | Mietshaus in geschlossener Bebauung | Elbstraße 8 (Karte) | Um 1880 | Ausgesprochen reich verzierter Historismusbau in den Formen der Neorenaissance mit klassizistischen Elementen, bemerkenswerte Eingangstür, von architekturhistorischem und baukünstlerischem Wert, zudem bedeutend für das Ortsbild | 09287020 |
| Weitere Bilder                          | Wohn- und Handwerkerhaus in geschlossener Bebauung | Elbstraße 11 (Karte) | Ende 18. Jahrhundert | Weitgehend ursprünglich erhaltenes Barockgebäude von architekturhistorischem Wert (Zeugniswert für Architektur des 18. Jahrhunderts), als Handwerkerhaus (siehe Symbole im Scheitelstein des Portals) von sozialgeschichtlichem Wert. Zweigeschossig, drei Achsen, geohrtes Eingangsportal, Mansarddach. | 09287008 |
| Weitere Bilder                          | Wohnhaus in Ecklage und geschlossener Bebauung | Elbstraße 13 (Karte) | Ende 18. Jahrhundert | Ortsbildprägendes Gebäude mit Mansarddach und axial gegliederter Fassade, mit den verschiedenen Details wie rückwärtigem Fachwerk u. a. von architekturhistorischem Wert. Zweigeschossig, neun Achsen zum Platz, Mansarddach, sehr alter Kern, zur anderen Seite sechsachsiger, Ende 19. Jahrhundert umgebauter Teil mit aufwendiger historisierender Fassade, an Rückseite Fachwerkerker. | 09287007 |
| Weitere Bilder                          | Wohnhaus in geschlossener Bebauung | Elbstraße 13a (Karte) | 2. Viertel 19. Jahrhundert | Gestalterisch qualitätvoller Historismusbau mit spätklassizistischem Formengut, bis auf Fenster im Obergeschoss authentisch erhalten, von architekturhistorischem Wert (Zeugniswert für historisierende Architektur) und baukünstlerischer Bedeutung | 09287000 |
| Weitere Bilder                          | Wohnhaus mit seitlicher Toreinfahrt in offener Bebauung | Elbstraße 17 (Karte) | Anfang 19. Jahrhundert | Architektonisch markanter klassizistischer Bau mit Kniestock und Walmdach (architekturhistorischer Wert), zudem bedeutend für das Ortsbild. Zweigeschossiger Bau, klassizistische Fassadengliederung, ehemaliges Portal in der Mitte zu Fensteröffnung umgebaut, seitliche Toreinfahrt mit Pfeilern und kleiner Pforte. | 09287009 |
| Weitere Bilder                          | Mietshaus in halboffener Bebauung | Elbstraße 18 (Karte) | Um 1895 | Markanter Klinkerbau des Historismus mit Erker, Zierelementen, seitlicher Toranlage aus Pfeilern und schmiedeeisernem Gitter, von architekturhistorischem Wert | 09287019 |
| Weitere Bilder                          | Gebäude der ehemaligen Strommeisterei | Elbstraße 19 (Karte) | Letztes Viertel 19. Jahrhundert | Klinker, an seiner Stelle stand vordem die Brückenschreiberwohnung, wichtiger Maßstabbildner, ortsgeschichtlich von Bedeutung | 09286999 |
| Weitere Bilder                          | Ehemaliger Gasthof „Zum Goldenen Schiff“ und Wirtschaftsgebäude | Elbstraße 20 (Karte) | 18./19. Jahrhundert (Anbau); bezeichnet mit 1770 (Gasthof); wohl 18. Jahrhundert (Nebengebäude)                                                  | Stattliches Eckgebäude mit Anbauten und markantem, frei stehendem Wirtschaftsgebäude, bemerkenswertes barockes Anwesen von architektonischer und baukünstlerischer Bedeutung, als historischer Gasthof von ortsgeschichtlichem Wert, zudem stadtbaugeschichtlich bedeutend und wichtig für Ortsbild. Zweigeschossiger Seitenflügel (klar gegliedert), spätere Anbauten an Haupthaus und repräsentatives Wirtschaftsgebäude mit Mansarddach (wohl 18. Jahrhundert). | 09287018 |
| Weitere Bilder                          | Speichergebäude (Elbmagazin) | Elbstraße 21 (Karte) | 1782–1784 | Einzigartiger barocker Zweckbau, zudem bedeutend für Militär- und Ortsgeschichte sowie von Bedeutung für das Ortsbild. Viergeschossig, im Mansarddach mit Schopf, drei Dachhechte, Sandsteinquadermauerwerk, bemerkenswertes Portal. | 09287014 |
| Weitere Bilder                          | Wohnhaus bzw. Handwerkerhaus mit zwei Anbauten in offener Bebauung | Elbstraße 22 (Karte) | Bezeichnet mit 1765 | Architektonisch und baukünstlerisch wertvolles Barockgebäude mit Mansarddach und Segmentbogenportal, als Handwerkerhaus (siehe Symbol im Scheitelstein) zudem sozialgeschichtlich bedeutend. Zweigeschossig, Mansarddach, geohrtes Portal mit Scheitelstein (bezeichnet mit 1765), zwei Anbauten. | 09287006 |
| Weitere Bilder                          | Wohnhaus in offener Bebauung mit vier Hochwassermarken | Elbstraße 23 (Karte) | 3. Viertel 18. Jahrhundert (Wohnhaus); seit 1805 (Hochwassermarke)                                                                               | Architektonisch und städtebaulich bedeutsames Barockgebäude mit markantem Mansarddach und geohrtem Segmentbogenportal, im Scheitel desselben rocaillehafter Schlussstein, an Fassade seit 1805 Hochwassermarken, diese bedeutend für Ortsgeschichte bzw. von Erinnerungswert | 09287013 |
| Weitere Bilder                          | Gasthaus „Zum Mühlentor“ | Elbstraße 24 (Karte) | 2. Hälfte 18. Jahrhundert | Massiver Rechteckbau mit Satteldach, auffälliges Segmentbogenportal, architekturhistorischer Wert (Zeugniswert), Bedeutung für das Ortsbild (Ansicht von der Elbe). Auch zum Hof Segmentbogenportal, aus zwei Gebäuden hervorgegangen, über L-förmigem Grundriss, dreigeschossig, mit Walmdach, Fenster aus Sandsteingewänden, Portal mit Segmentbogen, Ohren, Scheitelstein und geschwungenem Aufsatz (barock). | 09287010 |
| Weitere Bilder                          | Wohnhaus in geschlossener Bebauung | Elbstraße 26 (Karte) | Ende 18. Jahrhundert | Städtebaulich markantes Barockgebäude mit ausgebautem Mansarddach, Sandsteingewände usw., auch architekturhistorisch bedeutend (Zeugniswert) | 09287004 |
| Weitere Bilder                          | Haustür eines Wohnhauses | Elbstraße 28 (Karte) | Ende 19. Jahrhundert | Kunsthandwerklich von Bedeutung | 09287210 |
| Weitere Bilder                          | Ehemaliges Schützenhaus, später Ausflugsgaststätte (Gasthof Entenfang), mit Schießbahn und ehemaliger Entenfanganlage | Entenfang 1 (Karte) | 1827 | Zweigeschossiger Bau mit Säulenportikus, Krüppelwalmdach und klassizistischem Rundbogenfenster im Südgiebel, als einer der wenigen original erhaltenen klassizistischen Bauten Torgaus, Schießbahn durch Eichendoppelreihe markiert, Entenfanganlage mit Teich und Graben, spätmittelalterlichen Ursprungs und bedeutendste Anlage ihrer Art in Sachsen, baugeschichtlich, ortsgeschichtlich, kulturgeschichtlich und landschaftsgestaltend von Bedeutung | 09286698 |
| Weitere Bilder                          | Wohnhaus, ehemaliges Hospital Zum Heiligen Geist | Entengasse 1 (Karte) | 18. Jahrhundert | Langgestreckter, markanter Bau mit Schleppluke, ortsgeschichtlich von Bedeutung | 09286667 |
| Weitere Bilder                          | Wohnhaus in geschlossener Bebauung | Entengasse 2 (Karte) | 1. Hälfte 19. Jahrhundert | Wohlerhaltenes Beispiel eines einfachen, typisch biedermeierlichen Bürgerhauses, gestalterisch durch Putznutung hervorgehoben, baugeschichtlich und städtebaulich von Bedeutung | 09286664 |
| Weitere Bilder                          | Hinterhaus (zur Fischerstraße 15) | Entengasse 6 (Karte) | Bezeichnet mit 1764 | Putzfassade, mit Toreinfahrt zur Schmiede, ortsgeschichtlich von Bedeutung | 09286665 |
| Weitere Bilder                          | Wohnhaus in geschlossener Bebauung | Entengasse 7 (Karte) | 1. Hälfte 19. Jahrhundert | Stadtentwicklungsgeschichtlich von Bedeutung | 09286666 |
| Weitere Bilder                          | Wohnhaus in geschlossener Bebauung | Erzenstraße 1 (Karte) | 16. Jahrhundert | Zweigeschossig mit Satteldach, im 19. Jahrhundert überformter Renaissancebau, innen z. B. noch Korbbögen (als Fensterbögen) erhalten, baugeschichtlich und städtebaulich von Bedeutung | 09286498 |
| Weitere Bilder                          | Mietshaus in geschlossener Bebauung | Erzenstraße 2 (Karte) | 3. Viertel 19. Jahrhundert | Historismusbau mit ausgewogener Fassadengestaltung, typisch für Erbauungszeit, baugeschichtlich und ortsentwicklungsgeschichtlich von Bedeutung | 09286658 |
| Weitere Bilder                          | Wohnhaus in geschlossener Bebauung | Erzenstraße 3 (Karte) | 16. Jahrhundert | Weitgehend ursprünglich erhaltenes Renaissancehaus mit später überformter Fassade, gestalterisch bemerkenswert auch der Jugendstilputz, baugeschichtlich und hausgeschichtlich von Bedeutung | 09286659 |
| Weitere Bilder                          | Wohnhaus in geschlossener Bebauung, mit Hintergebäude | Erzenstraße 4 (Karte) | 16. Jahrhundert | Im 18. Jahrhundert aufgestocktes Renaissancehaus, baugeschichtlich und hausgeschichtlich von Bedeutung, zudem bedeutend für das Ortsbild, malerische Wirkung der Häuserzeile Erzenstraße 4 bis 14, darunter mit Nummer 14 eines der ältesten Gebäude Torgaus | 09286660 |
| Weitere Bilder                          | Wohnhaus in halboffener Bebauung | Erzenstraße 5 (Karte) | 16./17. Jahrhundert | Zweigeschossig mit Steildach, Fassade überformt, im Innern vollständig erhaltene Renaissancestrukturen, baugeschichtlich und hausgeschichtlich von Bedeutung | 09286528 |
| Weitere Bilder                          | Wohnhaus in geschlossener Bebauung | Erzenstraße 6 (Karte) | 2. Hälfte 18. / 1. Hälfte 19. Jahrhundert | Wohlerhaltenes Beispiel eines einfachen Bürgerhauses mit Steildach, Sandsteingewänden, Klappläden und biedermeierlicher Tür, baugeschichtlich von Bedeutung | 09286661 |
| Weitere Bilder                          | Wohnhaus in halboffener Bebauung | Erzenstraße 7 (Karte) | 1. Hälfte 19. Jahrhundert | In spätklassizistischen Formen errichtet, erwähnenswertes Treppenhaus, bau- und stadtentwicklungsgeschichtlich bedeutsam | 09286674 |
| Weitere Bilder                          | Wohnhaus in geschlossener Bebauung, mit Hintergebäude | Erzenstraße 8 (Karte) | 18. Jahrhundert | Weitgehend ursprünglich erhaltener Bau des 18. Jahrhunderts, städtebaulich von Bedeutung, zudem mit den benachbarten Bauten bedeutend für das Ortsbild | 09286662 |
| Weitere Bilder                          | Wohnhaus in geschlossener Bebauung | Erzenstraße 12 (Karte) | 1. Hälfte 19. Jahrhundert | Durch Putznutung und Etagenprofil baukünstlerisch hervorgehoben, mit den benachbarten Bauten bedeutend für das Ortsbild, im Kern möglicherweise noch älter | 09286663 |
| Weitere Bilder                          | Wohnhaus in geschlossener Bebauung | Erzenstraße 14 (Karte) | Ende 16. Jahrhundert / Anfang 17. Jahrhundert | Markantes dreigeschossiges Eckgebäude, über schmaler Parzelle hochaufragender Fachwerkbau mit steilem Satteldach, das älteste mittelalterliche bzw. spätmittelalterliche Fachwerkhaus Torgaus, baugeschichtlich, hausgeschichtlich und straßenbildprägend von Bedeutung. - Wohnhaus: 3 × 2 Achsen, Erdgeschoss massiv, im 19. Jahrhundert leicht verändert (u. a. schöne Haustür mit Oberlicht um 1830), beide Obergeschoss in Fachwerk, verputzt - zur Entenstraße bauliche Erweiterung (überbaute Traufgasse): dreigeschossiger, schmaler, nur zwei Achsen breiter Bau (Ende 17. Jahrhundert) mit Satteldach, traufständig, beide Obergeschoss Fachwerk verputzt | 09286543 |
| Weitere Bilder                          | Mietshaus in Ecklage und halboffener Bebauung | Fischerdörfchen 1 (Karte) | Bezeichnet mit 1912 im Giebel | Sehr ausgewogen gestalteter Bau der Architektur nach der Jahrhundertwende, im sogenannten geometrischen Jugendstil errichtet, bereichert durch neoklassizistische Elemente wie Pilastergliederung und Dreiecksgiebel, im Hauptgiebel Kartusche mit Eisenbahnsymbol und Datierung (Hinweis auf den Bauherren), zudem auch die ursprüngliche Flurausstattung mit Türen, geschliffenem Glas, Wandverkleidung und Treppengeländer erhalten, städtebaulich und baukünstlerisch von Bedeutung | 09286597 |
| Weitere Bilder                          | Wohnhaus in halboffener Bebauung | Fischerdörfchen 2 (Karte) | Um 1800 | Gut gegliedertes spätbarockes Vorstadthaus mit Mansarddach und gestalterisch hervorgehobenem Portal, als Teil der einzigen nicht durch die Festungsanlagen betroffenen Vorstadt (Fischerdörfchen) bedeutend für die Ortsgeschichte und das Ortsbild, abgesehen vom baukünstlerischen Wert | 09286994 |
| Weitere Bilder                          | Wohnhaus in offener Bebauung | Fischerdörfchen 8 (Karte) | Ende 18. Jahrhundert | Als Teil der einzigen nicht durch die Festungsanlagen betroffenen Vorstadt (Fischerdörfchen) bedeutend für die Ortsgeschichte | 09286995 |
| Weitere Bilder                          | Verwalterwohnhaus und Salzspeicher (Salzhof) | Fischerdörfchen 10 (Karte) | Bezeichnet mit 1766 | Markante barocke Gebäude von architekturhistorischem sowie baukünstlerischem Wert, zudem von Bedeutung für die Ortsgeschichte und die Wirtschaftsgeschichte (Denkmal des Handels und der Lagerwirtschaft). Die Gebäude des ehemaligen Salzhofes sind bedeutende Denkmale der Entwicklung des Handels und der Lagerwirtschaft im ehemaligen Marktflecken Torgau. Vor mehr als 450 Jahren beginnend, wurde über 300 Jahre in Torgau Salz eingelagert und gehandelt. Die noch vorhandenen Gebäude des Salzhofes zeugen davon. Torgau lag im Mittelalter an der Salzstraße, einem wichtigen West-Ost-Handelsweg, über den das Hallesche Salz durch Salzer nach Torgau gebracht und hier gelagert wurde. Aus dem Magdeburgischen erfolgte der Salztransport mit Elbschiffen. Torgau nahm als Marktflecken im Salzhandel eine vorrangige Stellung ein. Bereits 1432 belehnten die sächsischen Fürsten zunächst Privatleute, ab 1433 den Rat der Stadt mit dem Salz- und Weinzoll (beide waren miteinander verbunden). Dieser richtete für die Salzlagerung eine Salzkammer ein. Torgau erhielt 1460 die Salzmarktbefreiung und das Meilenprivileg. Die Salzniederlage befand sich ursprünglich nahe der Elbe vor dem Schlosstor. 1636 wurde in Torgau das Salzamt eingerichtet und ein Salzverwalter (Salzvogt) eingesetzt. Von hier aus wurde Salz in kleineren Mengen weiterverkauft (sinngemäß Großhandel). Bei der Belagerung Torgaus durch die Schweden im Dreißigjährigen Krieg wurde 1637 das Wohnhaus des Salzverwalters zerstört und die Salzniederlage verwüstet. 1666 wurde der Salzhof mit Salzschuppen auf dem Gelände des heutigen ehemaligen Salzhofes neu aufgebaut. Im Siebenjährigen Krieg brannten 1759 diese Gebäude durch Beschuss österreichischer Artillerie nieder. 1766 wurden auf den Überresten der alten Gebäude der heute noch vorhandene große Salzspeicher und das Wohnhaus des Salzverwalters neu aufgebaut. Ein weiterer großer Salzspeicher wurde 1781 gebaut. Das Baujahr eines dritten Salzspeichers ist nicht eindeutig überliefert. 1802 verkaufte der Rat der Stadt sein Salzprivileg an den sächsischen Kurfürsten. | 09286990 |
| Weitere Bilder                          | Wohnhaus in offener Bebauung | Fischerdörfchen 12 (Karte) | Ende 18. Jahrhundert | Als Teil der einzigen nicht durch die Festungsanlagen betroffenen Vorstadt (Fischerdörfchen) bedeutend für die Ortsgeschichte | 09286991 |
| Weitere Bilder                          | Gefängnis (Arrestanstalt) | Fischerdörfchen 15 (Karte) | 1901–1903 | Repräsentativer zwei- bis dreigeschossiger Gebäudekomplex mit Fassade im Stil der Deutschen Neorenaissance, einer der markantesten Historismusbauten Torgaus von architekturhistorischem und baukünstlerischem Wert, zudem bedeutend für die Ortsgeschichte und mit Erinnerungswert (Jugendwerkhof). Bezeichnung auf Bauakte: „Entworfen in der Bauabteilung des Königl. Kriegsministeriums. Ausgeführt vom Königl. Garnison. Bauinspector Trautmann in der Zeit vom September 1901–1903“. | 09286998 |
| Weitere Bilder                          | Mietshaus in Ecklage und geschlossener Bebauung | Fischerdörfchen 16 (Karte) | Um 1890 | Markanter Gründerzeitbau mit Zeugniswert für Architektur Ende des 19. Jahrhunderts, baugeschichtlich und ortsentwicklungsgeschichtlich von Bedeutung | 09286993 |
| Weitere Bilder                          | Wohnhaus in geschlossener Bebauung | Fischerdörfchen 22 (Karte) | 1. Hälfte 19. Jahrhundert | Wohlerhaltenes Beispiel eines einfachen Vorstadthauses aus der 1. Hälfte des 19. Jahrhunderts, baugeschichtlich von Bedeutung | 09286996 |
| Weitere Bilder                          | Wohnhaus in geschlossener Bebauung | Fischerdörfchen 26 (Karte) | Bezeichnet mit 1777 | Wohlerhaltenes Beispiel eines einfachen spätbarocken Vorstadthauses mit Mansarddach und leicht geohrtem Segmentbogenportal, darin Kartusche einschließlich Datierung, architekturhistorisch und baukünstlerisch bedeutend. Die klassizistische Tür stammt wohl aus der 1. Hälfte des 19. Jahrhunderts. | 09286992 |
| Weitere Bilder                          | Wohnhaus in geschlossener Bebauung | Fischerdörfchen 28 (Karte) | Um 1800 | Kernsubstanz um 1800, Umbau zu klassizistischem Gebäude der Biedermeierzeit, markantes Treppenhaus, Rückseite Mansarddach, bau- und stadtentwicklungsgeschichtlich bedeutend. Möglicherweise aus zwei kleineren Bauten (analog Nachbarbebauung) in der 1. Hälfte des 19. Jahrhunderts zu einem größeren klassizistischen Gebäude umgestaltet. An der im Gegensatz zur Vorderfront zweigeschossigen Rückseite noch das ältere Mansarddach erkennbar. Fensterbögen im Innern mit korbbogenförmigem Abschluss. | 09301019 |
| Weitere Bilder                          | Wohnhaus in geschlossener Bebauung | Fischerdörfchen 30 (Karte) | 18. Jahrhundert | Barockes Vorstadthaus, als Teil der einzigen nicht durch die Festungsanlagen betroffenen Vorstadt Fischerdörfchen bedeutend für Ortsgeschichte | 09286989 |
| Weitere Bilder                          | Wohnhaus in geschlossener Bebauung und Ecklage | Fischerstraße 1 (Karte) | Um 1830 | Markantes, aber schmuckloses Eckhaus, Satteldach zur Leipziger Straße hin abgewalmt, baugeschichtlich und städtebaulich von Bedeutung | 09286796 |
| Weitere Bilder                          | Wohnhaus in geschlossener Bebauung und Ecklage | Fischerstraße 2 (Karte) | Mitte 19. Jahrhundert | Stattliches Eckhaus zum Markt, baugeschichtlich und ortsentwicklungsgeschichtlich von Bedeutung | 09286781 |
| Weitere Bilder                          | Wohnhaus in geschlossener Bebauung | Fischerstraße 3 (Karte) | 3. Viertel 16. Jahrhundert | Charakteristischer, schmuckloser Renaissancebau mit profilierten Fenstergewänden im Obergeschoss, spätere Ladenzone, baugeschichtlich von Bedeutung | 09286791 |
| Weitere Bilder                          | Wohnhaus in geschlossener Bebauung | Fischerstraße 4 (Karte) | Um 1870 | Dreigeschossiger Wohnbau mit spätklassizistischer Fassadengestaltung, Ladeneinbauten mit alten Pfosten, baugeschichtlich von Bedeutung | 09286794 |
| Weitere Bilder                          | Wohnhaus in geschlossener Bebauung | Fischerstraße 5 (Karte) | 18. Jahrhundert | Städtebaulich bedeutend im Zusammenhang mit Nachbargebäuden, zumal die Fassade mit klarer horizontaler Gliederung und klassizistisch wirkenden Dachgaupen auch gestalterische Qualitäten hat, spätere Ladeneinbauten. Zweigeschossig, mit Satteldach und symmetrisch angeordneten Aufbauten. | 09286792 |
| Weitere Bilder                          | Wohnhaus in geschlossener Bebauung | Fischerstraße 7 (Karte) | Mitte 16. Jahrhundert | Schmuckloser, charakteristischer Renaissancebau mit profilierten Gewänden, baugeschichtlich und straßenbildprägend von Bedeutung | 09286782 |
| Weitere Bilder                          | Wohnhaus in geschlossener Bebauung | Fischerstraße 8 (Karte) | 16. Jahrhundert | Stattlicher, die Straßenfront prägender Renaissancebau mit hohem Satteldach, linksseitig Sitznischenportal, baugeschichtlich, hausgeschichtlich und straßenbildprägend von Bedeutung | 09286795 |
| Weitere Bilder                          | Wohnhaus in geschlossener Bebauung | Fischerstraße 9 (Karte) | Ende 16. Jahrhundert | Baugeschichtlich und hausgeschichtlich von Bedeutung. Im Kern wohl dreigeschossiger Renaissancebau mit Steildach, in der 2. Hälfte des 19. Jahrhunderts überformt. | 09286787 |
| Weitere Bilder                          | Wohnhaus in geschlossener Bebauung, mit Laden | Fischerstraße 10 (Karte) | 16./17. Jahrhundert | Zweigeschossiges Gebäude mit Steildach, im Kern aus der Renaissance stammend, Ende 19. Jahrhundert überformt – seither harmonischer Fassadenaufbau mit Putznutung, Pilastern, Gurtgesims und schlichten Fensterfaschen, erwähnenswert sind auch das Tor und der Ladeneinbau in bewegten Jugendstilformen, zudem ist die historische Fleischerladenausstattung mit Kacheln und bemaltem Glas erhalten, baugeschichtlich und künstlerisch von Bedeutung | 09286459 |
| Weitere Bilder                          | Wohnhaus in geschlossener Bebauung, mit Hintergebäude | Fischerstraße 11 (Karte) | 1562 (Dendro) | Charakteristisches, schlichtes Renaissancebürgerhaus mit profilierten Fenstergewänden und zahlreichen Renaissancedetails im Innern, Hintergebäude mit großzügiger gewölbter Erdgeschosshalle (Tonnengewölbe), baugeschichtlich und kunstgeschichtlich von Bedeutung. Vorderhaus: an Rückseite Kellerzugang und kleines Spitzbogenportal zum Flur, mit einzigartigem Brau- und Malzhaus und einer verzweigten Kelleranlage, heute Braumuseum. | 09286786 |
| Weitere Bilder                          | Wohnhaus in geschlossener Bebauung, mit Hintergebäude | Fischerstraße 13 (Karte) | Um 1525 (Wohnhaus); 17./18. Jahrhundert (Hinterhaus)                                                                                             | Ursprünglich zwei Renaissancehäuser mit teilweise erhaltenen profilierten Fenstergewänden, im Erdgeschoss Raum mit Renaissance-Holzdecke, stattliches Hintergebäude mit frühbarocker Tür und großer Kellertonne, baugeschichtlich und kunstgeschichtlich von Bedeutung | 09286785 |
| Weitere Bilder                          | Wohnhaus in geschlossener Bebauung | Fischerstraße 14 (Karte) | Ende 18. Jahrhundert | Im Kern möglicherweise Renaissancebau, Entlastungsbögen vorhanden, später insbesondere im 18. Jahrhundert überformt, aus dieser Zeit das bemerkenswerte geohrte Portal mit Handwerkerzeichen, baugeschichtlich und städtebaulich bedeutsam, Handwerkerzeichen eines Böttchers | 09287185 |
| Weitere Bilder                          | Portal mit Handwerkersymbolik (Hufschmiede) | Fischerstraße 15 (Karte) | Bezeichnet mit 1815 | Ortsgeschichtlich von Bedeutung | 09286790 |
| Weitere Bilder                          | Wohnhaus in geschlossener Bebauung, mit Hintergebäude | Fischerstraße 16 (Karte) | Um 1800 | Schlichtes Gebäude mit Mansarddach, Portal mit Ohren und klassizistischer Tür, baugeschichtlich von Bedeutung | 09286784 |
| Weitere Bilder                          | Wohnhaus in geschlossener Bebauung | Fischerstraße 17 (Karte) | Ende 16. Jahrhundert (Sitznischenportal); 1. Hälfte 19. Jahrhundert (Wohnhaus)                                                                   | Schlichter Bau des 19. Jahrhunderts mit altem Sitznischenportal, baugeschichtlich von Bedeutung, Brandmauer zu Nummer 15 | 09286789 |
| Weitere Bilder                          | Wohnhaus in geschlossener Bebauung, mit Hintergebäude | Fischerstraße 18 (Karte) | Nach 1799 | Sehr qualitätvoller, klar gegliederter Barockbau mit Segmentbogenportal, baugeschichtlich und städtebaulich von Bedeutung, im Zusammenhang mit dem Straßenzug der Fischerstraße auch bedeutend für das Ortsbild | 09286799 |
| Weitere Bilder                          | Wohnhaus in geschlossener Bebauung und Hintergebäude (mit Oberlaube) | Fischerstraße 20 (Karte) | 1. Drittel 16. Jahrhundert (Hinterhaus); nach 1799 (Wohnhaus)                                                                                    | Baugeschichtlich und städtebaulich von Bedeutung | 09286798 |
| Direkt Bild zu diesem Denkmal hochladen | Rundbogentor im Innern | Fischerstraße 21 (Karte) | 2. Hälfte 16. Jahrhundert | Baugeschichtlich von Bedeutung | 09286788 |
| Weitere Bilder                          | Wohnhaus in geschlossener Bebauung | Fischerstraße 22 (Karte) | Bezeichnet mit 1624 (Portal) | Zweigeschossiges Bürgerhaus, bedeckt von Satteldach und Schleppluke (typisch für das 18. Jahrhundert), zudem bemerkenswertes Sitznischenportal mit tiefen Muscheln über den Nischen, die Archivolte in Wulst, Eierstab, Absatz und Astragal gegliedert (bezeichnet mit 1624), baugeschichtlich und künstlerisch von Bedeutung | 09286491 |
| Weitere Bilder                          | Wohnhaus in geschlossener Bebauung | Fischerstraße 23 (Karte) | Um 1600 | Renaissancebau mit profilierten Fenstergewänden im Obergeschoss, baugeschichtlich und städtebaulich von Bedeutung | 09286793 |
| Weitere Bilder                          | Wohnhaus in halboffener Bebauung | Fischerstraße 24 (Karte) | 2. Hälfte 18. / 1. Hälfte 19. Jahrhundert | Zweigeschossig, schlichte Putzgliederung, markanter Bau mit Steildach, im Zusammenhang mit den benachbarten Bauten bedeutend für das Ortsbild, im Kern möglicherweise noch aus dem 17. Jahrhundert stammend, baugeschichtlich von Bedeutung | 09286797 |
| Weitere Bilder                          | Schule, ehemaliges Postgebäude | Fischerstraße 26 (Karte) | 1886 | Baugeschichtlich und ortsgeschichtlich von Bedeutung. Postamt 1886 errichtet, 1930 außer Dienst gestellt, unter Regierungsbaurat Tucholski Umbau zur Mittelschule, später Landwirtschaftliche Schule, nach 1945 Oberschul-Internat. | 09286783 |
| Weitere Bilder                          | Wohnhaus in geschlossener Bebauung, mit Hintergebäude | Fleischmarkt 1 (Karte) | Mitte 16. Jahrhundert | Renaissancebau mit profilierten Gewänden, Hintergebäude mit Oberlaube und Fachwerkwand, Flachbogen im Innern, Renaissancestruktur, baugeschichtlich und hausgeschichtlich von Bedeutung | 09286835 |
| Weitere Bilder                          | Wohnhaus in geschlossener Bebauung, mit Hintergebäude | Fleischmarkt 2 (Karte) | Mitte 16. Jahrhundert | Schlichter, in der Fassade veränderter Renaissancebau, baugeschichtlich und hausgeschichtlich von Bedeutung | 09286836 |
| Weitere Bilder                          | Wohnhaus in geschlossener Bebauung (Kanzlerhaus) | Fleischmarkt 3 (Karte) | Kern 13. Jahrhundert; 15. Jahrhundert, 16. Jahrhundert und 18. Jahrhundert                                                                       | Bedeutender, barock veränderter Renaissancebau (Kanzlerhaus) mit mittelalterlichem Kern (Wohnturm), baugeschichtlich, hausgeschichtlich und kunstgeschichtlich von Bedeutung | 09286837 |
| Weitere Bilder                          | Wohnhaus in geschlossener Bebauung | Fleischmarkt 4 (Karte) | Anfang 16. Jahrhundert | Stattlicher Renaissancebau mit Putzquaderung des 19. Jahrhunderts, baugeschichtlich und hausgeschichtlich von Bedeutung | 09286838 |
| Weitere Bilder                          | Wohnhaus in geschlossener Bebauung | Fleischmarkt 5 (Karte) | Anfang 19. Jahrhundert | Eckbau zur Pfarrgasse mit Mariennischenfigur (sogenannte „Nonne“), heute Alters- und Pflegeheim, baugeschichtlich und städtebaulich von Bedeutung. Zweigeschossiger Bau mit Mansarddach. | 09286839 |
| Weitere Bilder                          | Wohnhaus in geschlossener Bebauung | Fleischmarkt 6 (Karte) | 16. Jahrhundert | Baugeschichtlich und hausgeschichtlich wichtiger Eckbau mit Sitznischenportal, bedeutende Renaissance-Substanz im Innern | 09286840 |
| Weitere Bilder                          | Wohnhaus mit Einfriedung | Friedrich-Naumann-Straße 1 (Karte) | Um 1925 | Bemerkenswerter Klinkerbau mit Bohlenbinderdach aus den zwanziger Jahren, architekturhistorisch bedeutsam und von baukünstlerischer Qualität. Bohlenbinderdach, Klinkerfassade, hervorgehobener Eingangsbereich, die um 1800 erstmals vor allem in Preußen verwendeten Bohlenbinderdächer wurden aufgrund ihrer komplizierten Konstruktion etwa ab der Mitte des 19. Jahrhunderts kaum noch verwendet, erst in den zwanziger und dreißiger Jahren finden sich zumeist im Siedlungsbau solche Dächer (vgl. Beispiele in Dresden, Freiberg und Radebeul). | 09287043 |
| Weitere Bilder                          | Kasernengebäude (ehemalige Infanteriekaserne des Infanterie-Regiments Nr. 72) | Friedrich-Naumann-Straße 3 (Karte) | Um 1910 | Mit Klinker-Putz-Architektur und hohem, ausgebauten Dach, neben Röhrweg 1 letztes erhaltenes Gebäude des Infanterie-Kasernements in diesem Teil der Stadt, bau-, militär- und ortsgeschichtlich von Bedeutung | 09287211 |
| Weitere Bilder                          | Vereinshaus (ehemaliges Königsbad) | Friedrich-Naumann-Straße 7 (Karte) | Nach 1893 | Dreigeschossiges Klinkergebäude mit Walmdach, Pilastergliederung, kräftiger Gebälkzone und Veranden, repräsentatives Beispiel gründerzeitlicher Architektur, weitestgehend im ursprünglichen Zustand erhalten, als Vereinshaus zudem von orts- und sozialgeschichtlichem Wert. Im Vereinshaus „Königsbad“ veranstaltete der Sozialdemokratische Bildungsverein ab 1903 bedeutsame Turnfeste der Arbeitersportgruppen. | 09286592 |
| Direkt Bild zu diesem Denkmal hochladen | Denkmal für die Verfolgten des Naziregimes | Friedrichplatz (Karte) | Um 1950 | über abgetrepptem Sockel errichteter roter Granitquader mit Eckbetonung, Opferschale und Inschriften, geschichtlich von Bedeutung. (Denkmal wurde demontiert) | 09287212 |
| Weitere Bilder                          | Mietshaus in Ecklage und geschlossener Bebauung | Friedrichplatz 1 (Karte) | 1910–1911 | Markante Putzfassade mit Reformstilelementen der Zeit um 1910, baugeschichtlich und ortsentwicklungsgeschichtlich von Bedeutung | 09286460 |
| Weitere Bilder                          | Mietshaus in geschlossener Bebauung | Friedrichplatz 2 (Karte) | 1907–1908 | Charakteristisches Wohngebäude aus dem Anfang des 20. Jahrhunderts, baugeschichtlich und platzbildprägend von Bedeutung | 09287215 |
|                                         | Mietshaus in geschlossener Bebauung | Friedrichplatz 3 (Karte) | Um 1911 | Repräsentativer und gestalterisch anspruchsvoller Bau der Architektur nach der Jahrhundertwende mit Jugendstildekor, baugeschichtlich von Bedeutung | 09287186 |
| Weitere Bilder                          | Mietshaus in geschlossener Bebauung (siehe auch Unruhstraße 1) | Friedrichplatz 4 (Karte) | Um 1911 | Städtebaulich und straßenbildprägend von Bedeutung | 09286458 |
| Weitere Bilder                          | Mietshaus in Ecklage und geschlossener Bebauung | Friedrichplatz 5 (Karte) | Um 1911 | Repräsentativer und gestalterisch ausgezeichneter Bau der Architektur nach der Jahrhundertwende mit Jugendstildekor und klassizistischen Elementen wie Pilastergliederung und genutetem Erdgeschoss, baugeschichtlich, städtebaulich und straßenbildprägend von Bedeutung | 09286457 |
|                                         | Mietshaus in geschlossener Bebauung | Friedrichplatz 6 (Karte) | Um 1911 | Im Zusammenhang mit den benachbarten Gebäuden städtebaulich bedeutsam, erwähnenswert die verzierten Erker | 09286456 |
| Weitere Bilder                          | Mietshaus in Ecklage und geschlossener Bebauung | Friedrichplatz 7 (Karte) | Um 1911 | Als Pendant zum Centralhotel baugeschichtlich, künstlerisch und städtebaulich bedeutsames Eckgebäude mit aufwendig gestalteter Fassade, repräsentatives Beispiel der Architektur nach der Jahrhundertwende, im sogenannten geometrischen Jugendstil, bereichert durch klassizistische Elemente wie Pilastergliederung, Dreiecksgiebel und Putznutung im Erdgeschoss | 09286455 |
| Weitere Bilder                          | Hotel in geschlossener Bebauung und in Ecklage (Central-Hotel, ehemals Hotel Friedrich der Große) | Friedrichplatz 8 (Karte) | Bis 1913 | Repräsentativer viergeschossiger Eckbau mit aufwendiger Schaufassade, baugeschichtlich, künstlerisch und platzbildprägend. Hervorgehobenes Jugendstilhotel mit klassizistischen Elementen (Pilastergliederung) und Figurenprogramm. | 09286454 |
| Weitere Bilder                          | Doppelwohnhaus in geschlossener Bebauung | Friedrichplatz 9, 10 (Karte) | Um 1925 | Städtebaulich von Bedeutung | 09286453 |
| Weitere Bilder                          | Wohnhaus mit Relief Martin Luthers und Stadtmauerbastion im Kellergeschoss (Lutherhaus) | Friedrichplatz 11 (Karte) | 1531 (Stadtmauerbastion); vor 1862 (Wohnhaus) | Repräsentativer straßenbildprägender Klinkerbau an der Ecke zur Wittenberger Straße, baugeschichtlich von Wert und Bastion (wohl 1531) bedeutendes Zeugnis der Torgauer Stadtgeschichte. Im Lutherhaus befanden sich Vereinsräume des 1862 gegründeten evangelischen Männer- und Jünglingsvereins, „Soldatenheim“ und „Herberge zur Heimat“, eine Übernachtungsstätte für wandernde Handwerksgesellen. | 09286445 |
| Weitere Bilder                          | Kino (Filmbühne Torgau) | Friedrichplatz 11a (Karte) | 1939 | Ursprünglich erhaltener Kinobau der 1930er Jahre, die Fassadengestaltung (einige Elemente wie die geraden Stürze findet man auch an Repräsentationsbauten jener Zeit) mit dekorativem Sgraffito deutet auf die Nutzung des Gebäudes, ortsgeschichtlich von Bedeutung | 09286449 |
|                                         | Wohnhaus in geschlossener Bebauung, mit Hintergebäude | Friedrichplatz 14 (Karte) | Um 1928 | Gestalterisch ausgewogener Bau der Architektur der zwanziger Jahre, städtebaulich von Bedeutung. Hintergebäude als seitlicher Anbau zwischen Friedrichplatz und Georgenstraße gestalterisch Teil des Vorderhauses (besitzrechtliche Zuordnung wohl zur Sparkasse). | 09286452 |
| Weitere Bilder                          | Wohnhaus in offener Bebauung | Fritz-Reuter-Straße 1 (Karte) | 18. Jahrhundert | Markantes und städtebaulich wichtiges Eckgebäude mit Krüppelwalmdach, zudem Substanz aus dem 17. Jahrhundert | 09286708 |
| Weitere Bilder                          | Wohnhaus (ehemaliges Armenhaus) | Fritz-Reuter-Straße 3 (Karte) | 1. Hälfte 19. Jahrhundert | Schlichter, charakteristischer Bau über winkelförmigem Grundriss, als ehemaliges Armenhaus bedeutsam für Ortsgeschichte auf einem Lageplan von 1883 als „zum Marstall gehörig“ bezeichnet | 09287187 |
| Weitere Bilder                          | Tor des Wohnhauses | Gartenstraße 1 (Karte) | Ende 19. Jahrhundert | Handwerklich von Bedeutung | 09286816 |
| Weitere Bilder                          | Wohnhaus in geschlossener Bebauung | Gartenstraße 2 (Karte) | Um 1800 | Gehört zu den schlichten zweigeschossigen Vorstadthäusern um 1800, städtebaulich bedeutend als jenseits des Grabens entstandene, zusammenhängende Gebäudereihe (Gartenstraße 1–5). Fünf Achsen, Satteldach, Segmentbogentür. | 09286817 |
| Weitere Bilder                          | Wohnhaus in geschlossener Bebauung | Gartenstraße 3 (Karte) | Um 1800 | Gehört zu den schlichten zweigeschossigen Vorstadthäusern um 1800, städtebaulich bedeutend als jenseits des Grabens entstandene, zusammenhängende Gebäudereihe (Gartenstraße 1-5). Vier Achsen, Satteldach, Segmentbogentür. | 09286818 |
| Weitere Bilder                          | Wohnhaus in geschlossener Bebauung | Gartenstraße 4 (Karte) | Um 1800 | Gehört zu den schlichten zweigeschossigen Vorstadthäusern um 1800, städtebaulich bedeutend als jenseits des Grabens entstandene, zusammenhängende Gebäudereihe (Gartenstraße 1–5). Vier Achsen, Satteldach, Segmentbogentür. | 09286819 |
| Weitere Bilder                          | Wohnhaus in Ecklage und in geschlossener Bebauung | Gartenstraße 5 (Karte) | Um 1800 | Gehört zu den schlichten zweigeschossigen Vorstadthäusern um 1800, städtebaulich bedeutend als jenseits des Grabens entstandene, zusammenhängende Gebäudereihe (Gartenstraße 1–5). Vier Achsen, Satteldach, Segmentbogentür. | 09286820 |
| Direkt Bild zu diesem Denkmal hochladen | Wohnhaus in halboffener Bebauung | Georgenstraße 3 (Karte) | 18. Jahrhundert | Eines der reizvollsten und am ursprünglichsten erhaltenen Anwesen des Spitalviertels, u. a. mit verputztem Fachwerkobergeschoss und Klappläden, städtebaulich von Bedeutung, aufgrund seiner Anschaulichkeit auch von dokumentarischem Wert für die Sozialgeschichte. Zweigeschossig, Sandsteineinfassungen, originale Fenster, hölzerne Fenstereinfassungen im Obergeschoss, Satteldach. | 09286683 |
| Weitere Bilder                          | Mietshaus in Ecklage und geschlossener Bebauung | Georgenstraße 9 (Karte) | Bezeichnet mit 1910 | Einer der wenigen nicht streng geometrisch gestalteten Jugendstilbauten Torgaus mit Eckturm, geschweiften Anläufen, Putten, floraler Ornamentik usw., zudem in der Form des Umbaujahres 1910 weitestgehend erhalten, baugeschichtlich, künstlerisch und straßenbildprägend von Bedeutung | 09286444 |
| Weitere Bilder                          | Zwei Kasernengebäude (ehemalige Neue Artillerie-Kaserne) | Goethestraße 2 (Karte) | 1907; 1910–1911 | An der Straße gelegener langgestreckter, flacher Rechteckbau der ehemaligen Reitbahn mit Klinkergliederung (von 1907) und schlichter gestalteter Bau der einstigen Batterie-Pferdeställe auf dem Grundstücksgelände (1910–1911) sowie aufwendige Einfriedung, als Teile der Artilleriekaserne bauliches Zeugnis aus der preußischen Garnisonszeit mit ortsgeschichtlicher Bedeutung, Denkmale der Militärgeschichte | 09286503 |
| Weitere Bilder                          | Kasernengebäude mit dazugehöriger Einfriedungsmauer an Nordring und Goethestraße (ehemalige Neue Artillerie-Kaserne) | Goethestraße 4 (Karte) | Um 1900 | Vermutlich Wohnhäuser für Offiziere bzw. Unteroffiziere und deren Familien, bemerkenswert die reichen neobarocken Eingangsportale, bauliches Zeugnis aus der Garnisonszeit Torgaus, Denkmal der Militärgeschichte (siehe auch Nordring 6/6a) | 09286515 |
| Weitere Bilder                          | Wohnhaus in geschlossener Bebauung | Große Webergasse 4 (Karte) | 17./18. Jahrhundert | Neben Nummer 2 und 11 typisches Beispiel der ursprünglichen kleinteiligen Bebauung des Spitalviertels, baugeschichtlich und städtebaulich von Bedeutung. Zweigeschossig mit Satteldach, im Obergeschoss noch Fachwerk (hier verputzt). | 09286682 |
| Weitere Bilder                          | Wohnhaus in halboffener Bebauung | Große Webergasse 5 (Karte) | 18. Jahrhundert | Charakteristischer barocker Bau mit hohem Mansarddach und axialer Fassadengliederung, baugeschichtlich und städtebaulich von Bedeutung | 09286680 |
| Weitere Bilder                          | Wohnhaus in halboffener Bebauung, mit rückwärtiger Scheune | Große Webergasse 9 (Karte) | 2. Hälfte 18. Jahrhundert und 1. Hälfte 19. Jahrhundert                                                                                          | Klar gegliederter Baukörper, bedeutend für das städtebauliche Erscheinungsbild der Großen Webergasse, als ehemaliges KPD-Büro zudem lokalgeschichtlich bedeutend für 1920er bzw. 1930er Jahre (Inschrifttafel). Inschrifttafel: „In diesem Haus befand sich 1931 das Büro der KPD-Unterbezirksleitung Torgau-Liebenwerda“. | 09286679 |
| Weitere Bilder                          | Wohnhaus mit rückwärtigen Anbauten, in halboffener Bebauung | Große Webergasse 11 (Karte) | Anfang 17. Jahrhundert (Vorderhaus); 18. Jahrhundert (Rückgebäude)                                                                               | Zweigeschossiger Renaissancebau mit Portal und Fenstern aus der Entstehungszeit, einer der ältesten und charakteristischsten Bauten des Spitalviertels, architekturhistorisch und städtebaulich von Bedeutung | 09286678 |
| Weitere Bilder                          | Speichergebäude | Güterbahnhofstraße 7 (Karte) | Um 1910 | Mit Klinkerarchitektur aus Lisenen, Segmentbogenfenstern, Zahnschnittfries und gotisierenden Giebeln, wirtschaftsgeschichtliches Zeugnis im Zusammenhang mit Versorgung Torgaus, als Beispiel eines gestalterisch gelungenen Zweckbaus der Frühen Sachlichkeit von architekturhistorischem Wert, zudem bedeutend für das Ortsbild | 09286983 |
| Weitere Bilder                          | Speichergebäude am Bahnhof | Güterbahnhofstraße 11 (Karte) | 1902 | Anlage aus massivem Speichertrakt mit Lisenengliederung, Dreiecksgiebel und drei Turmaufbauten sowie seitlichem Silo, eines der markantesten Speichergebäude der frühen Sachlichkeit in Sachsen und somit von architekturhistorischem Wert (besonderer stilgeschichtlicher Wert) und singulärer Bedeutung (Seltenheitswert), zudem wirtschaftsgeschichtliches Zeugnis im Zusammenhang mit Versorgung Torgaus nach 1900, außerdem als ein Wahrzeichen bedeutend für das Ortsbild | 09286982 |
| Weitere Bilder                          | Speichergebäude | Güterbahnhofstraße 11a (Karte) | Um 1910 | Langgestreckt, mit Klinkerarchitektur aus Lisenen, Segmentbogenfenstern und Zahnschnittfries, wirtschaftsgeschichtliches Zeugnis im Zusammenhang mit Versorgung Torgaus Anfang des 20. Jahrhunderts, zudem bauliches Dokument der Industriearchitektur nach 1900 | 09286981 |
| Weitere Bilder                          | Wasserturm | Güterbahnhofstraße 12a (Karte) | 1896 | Im Bahnhofsbereich gelegen, gestalterisch qualitätvoll, mit verschiedenfarbiger Klinkerfassade, Blendbogengliederung und Fachwerkaufsatz, architekturhistorisch bedeutender Zweckbau, wichtig für das Ortsbild, darüber hinaus als Technisches Denkmal von Bedeutung. Der 1896 errichtete Wasserturm versorgte ursprünglich die Dampflokomotiven im Bahnhof Torgau mit Betriebswasser. Seit seiner Sanierung im Jahr 2007 wird er als Bürogebäude genutzt. Es handelt sich um einen oktogonalen, roten Klinkerbau mit Natursteinsockel und Zeltdach. Die Fassade wird von geschossübergreifenden Rücklagen, die von hohen Segmentbogenfenstern im Erdgeschoss und kleinen Segmentbogenzwillingsfenstern im Obergeschoss durchlichtet sind, gegliedert. Ein rautenförmiges Muster aus dunklen Klinkern ziert die Zone zwischen Erd- und Obergeschoss. Der Turmkopf kragt über einem Klinkergesims leicht aus, er ist als Fachwerkgerüst mit Ziegelausfachung konstruiert, in jedem der acht Segmente sitzt mittig ein großes Fenster. Dieser Teil des insgesamt ca. 18 Meter hohen Turmes enthielt ursprünglich den stählernen Hängebodenbehälter (Fassungsvermögen 100 m³) für die Wasserversorgung, dessen gebogener Bodenteil noch erhalten ist. Als weiteres Zeugnis seiner ursprünglichen Funktion konnte der Wasserstandsanzeiger am Behältergeschoss erhalten werden. Der Wasserturm ist baugleich mit dem im Streckenverlauf südwestlich gelegenen Wasserturm West des Eilenburger Bahnhofs an der 1871/72 eröffneten Strecke Halle–Cottbus. Er zeugt somit von der Rationalisierung im Eisenbahnbau Ende des 19. Jahrhunderts und ist sowohl eisenbahngeschichtlich als auch technikgeschichtlich von Bedeutung. Darüber hinaus prägt der architektonisch wohl proportionierte Zweckbau das Stadtbild Torgaus. | 09286984 |
| Weitere Bilder                          | Ausflugsgaststätte Hafenschlößchen | Hafenschlößchen 1 (Karte) | Bezeichnet mit 1898 (in Eingangstür) | Ortsgeschichtlich von Bedeutung, dreigeschossiger Klinkerbau | 09287049 |
|                                         | Reste eines Kalkofens | Hafenschlößchen 1 (gegenüber) (Karte) | Um 1820 | Industriegeschichtlich und ortsgeschichtlich von Bedeutung. Text vom ehemaligen ehrenamtlichen Denkmalpfleger Herrn Zabel (bis etwa 1990): „...Der Kalkofen wurde um 1820 von einem Torgauer Bürger Barth errichtet. Wegen der Brandgefahr und sicherlich auch wegen der günstigen Transportbedingungen wurde der Kalkofen außerhalb der Stadt, etwa 500 m von der Festungsmauer entfernt, vor dem Fischerdörfchen in der Nähe der Lünette Loßwig errichtet. 1824 wurde erstmals von der Tätigkeit der Kalkbrenner berichtet. Kalkstein und Kohle wurden mit Elbkähnen antransportiert und unmittelbar vor dem Kalkofen oberhalb der jetzigen Hafeneinfahrt entladen... Bei dem Kalkofen, auch Kalkmeiler genannt, handelte es sich um einen manuell (mit Schubkarren) beschickten Schachtofen (Kammerofen). Er wurde 1838 als Sickert’scher Kalkofen und 1858 in der „Feuer-Ordnung der Stadt Torgau“ erwähnt. Der erbrannte Löschkalk wurde als Bau- und Weißkalk unmittelbar am Kalkofen verkauft. Um die Jahrhundertwende stellte der Kalkofen den Betrieb ein und verfiel allmählich. Nach dem Bau des „Hafenschlößchens“ wurden die noch vorhandenen Reste als Aussichtsplattform für die Gäste genutzt“. | 09287050 |
| Weitere Bilder                          | Fabrikgebäude (Marmeladenfabrik Leue & Weise, später Stahlgießerei, später Steingutfabrik Villeroy & Boch) | Hafenstraße (Karte) | Nach 1900 | Mit gestalteter gelber Klinkerfassade, seitlicher Turmanbau weithin sichtbar, in der Stadtsilhouette wirkendes, ortsbildprägendes Bauwerk, zudem Zeugnis der Industriearchitektur um 1900 und somit von architekturhistorischem Wert. Die ehemalige Marmeladenfabrik Leue und Weise wurde 1911–1925 zur Stahlgießerei umfunktioniert. Ab 1926 übernahm die saarländische Keramikfirma Villeroy & Boch das Betriebsgelände. | 09286988 |
| Weitere Bilder                          | Vier Gaswerksgebäude mit Klinkerfassaden | Hafenstraße (Karte) | Um 1900 | Teilweise reich gegliedert (Giebel, Zahnschnittfriese, Rundbogen- bzw. Segmentbogenfenster, Lisenen, Aufsätze usw.), Denkmal der Industriearchitektur, zudem von ortsgeschichtlichem Wert | 09286985 |
| Weitere Bilder                          | Fabrikgebäude (Steingutfabrik Villeroy & Boch) | Hafenstraße 2 (Karte) | Ende 19. Jahrhundert | Steingutwerk Torgau mit Türmchen und Zinnenformen burgähnlich gestaltet, qualitätvolles Beispiel der Burgenarchitektur im Industriebau des ausgehenden 19. Jahrhunderts, von architekturhistorischem Wert, zudem bedeutend für Ortsbild (Hafenansicht), seit 1990 wieder Villeroy & Boch | 09286987 |
| Weitere Bilder                          | Villa mit Einfriedung | Hafenstraße 3 (Karte) | Nach 1900 | Als markantes Beispiel der Architektur nach 1900 (Zeugniswert) von architekturhistorischem Wert, zudem gestalterisch qualitätvoll (baukünstlerischer Wert) möglicherweise Fabrikantenvilla von Villeroy und Boch (dann auch ortsgeschichtlich bedeutend) | 09286986 |
| Weitere Bilder                          | Wohnhaus in geschlossener Bebauung | Holzweißigstraße 1 (Karte) | 17./18. Jahrhundert | Markanter Bau mit hohem Steildach und bemerkenswerter Pilastergliederung im Erdgeschoss, baugeschichtlich und städtebaulich von Bedeutung | 09286656 |
| Weitere Bilder                          | Wohnhaus in Ecklage und geschlossener Bebauung | Holzweißigstraße 2 (Breite Straße 16a) (Karte) | Vor 1600 | Baugeschichtlich und straßenbildprägend von Bedeutung | 09286654 |
| Weitere Bilder                          | Wohnhaus in geschlossener Bebauung | Holzweißigstraße 3 (Karte) | 1. Hälfte 19. Jahrhundert | Markantes Gebäude mit Steildach und späterer Ladenzone, zusammen mit der Bebauung der Holzweißigstraße von baugeschichtlicher und städtebaulicher von Bedeutung, im Kern möglicherweise älter | 09286655 |
| Weitere Bilder                          | Wohnhaus mit seitlicher Rundbogenpforte in halboffener Bebauung | Holzweißigstraße 4 (Karte) | 18. Jahrhundert/19. Jahrhundert | Dazu Laden, markantes Kleinbürgerhaus seiner Zeit, baugeschichtlich und städtebaulich von Bedeutung. Zweigeschossiger, spätklassizistisch überformter Bau, spätestens aus dem 18. Jahrhundert, Fassade mit Putznutung, Etagen- und Sohlbankgesims. | 09286653 |
| Weitere Bilder                          | Portal und Kelleranlage | Holzweißigstraße 7 (Karte) | Um 1520 | Eines der baukünstlerisch bemerkenswertesten Portale mit Stabwerk (Übergangsform zwischen Spätgotik und Renaissance), künstlerisch und stadtentwicklungsgeschichtlich von Bedeutung | 09286651 |
| Weitere Bilder                          | Wohnhaus in geschlossener Bebauung | Holzweißigstraße 8 (Karte) | Ende 16. Jahrhundert | Im 17./18. Jahrhundert leicht überformter Renaissancebau, bemerkenswert die durchgehend erhaltenen Gewände im Obergeschoss, baugeschichtlich und hausgeschichtlich von Bedeutung | 09286652 |
| Weitere Bilder                          | Wohnhaus in geschlossener Bebauung und in Ecklage, mit Hinterhaus | Holzweißigstraße 9 (Karte) | Um 1600 (Wohnhaus); Anfang 19. Jahrhundert (Hinterhaus)                                                                                          | Weitgehend original erhaltener, baugeschichtlich und architektonisch bedeutender Renaissancebau, Hintergebäude mit vorkragender Laube zum Hof, zudem mit seinem Satteldach bedeutend für das Ortsbild. Hinterhaus nach der Krenzgasse. | 09286650 |
| Weitere Bilder                          | Wohnhaus in geschlossener Bebauung | Holzweißigstraße 11 (Karte) | Ende 16. Jahrhundert | Typisches Kleinbürgerhaus, wesentliche Teile originaler Substanz der Renaissance erhalten, bemerkenswert die Fenstergewände im Obergeschoss der Straßenseite, baugeschichtlich von Bedeutung. Straßenseitige Fassade mit Fenstergewänden, Bögen und Konsolen aus der Renaissance sowie Kellergewölbe. | 09286641 |
| Weitere Bilder                          | Wohnhaus in geschlossener Bebauung | Holzweißigstraße 12 (Karte) | 18. Jahrhundert | Bemerkenswert klar gegliederter Bau mit Segmentbogenportal, Etagenprofil und axial angeordneten Fenstern, baugeschichtlich und städtebaulich Bedeutung | 09286643 |
| Weitere Bilder                          | Wohnhaus in geschlossener Bebauung, mit Hintergebäude | Holzweißigstraße 13 (Karte) | Bezeichnet mit 1627 (Sitznischenportal) | Bedeutender Renaissancebau mit Sitznischenportal, baugeschichtlich und künstlerisch von Bedeutung, Satteldach mit Schleppgaupe | 09286642 |
| Weitere Bilder                          | Wohnhaus in geschlossener Bebauung, mit Inschrifttafel (Wohnstätte von Alfred Holzweißig) | Holzweißigstraße 14 (Karte) | 19. Jahrhundert | Bau des 19. Jahrhunderts mit charakteristischer Putzfassade, mit den Häusern Nummer 12 und 16 straßenbildprägend von Bedeutung, als Wohnstätte von Alfred Holzweißig (Inschrifttafel) zudem bedeutend für die Ortsgeschichte | 09286644 |
| Weitere Bilder                          | Mietshaus in geschlossener Bebauung | Holzweißigstraße 15 (Karte) | Um 1880 | Horizontal gegliederter Neorenaissancebau mit klassizistischen Elementen, in seiner prägnanten Form baugeschichtlich von Bedeutung. Bau mit zwei Vollgeschossen, Kniestock und kräftigem Kranzgesims. | 09286640 |
| Weitere Bilder                          | Wohnhaus in geschlossener Bebauung | Holzweißigstraße 16 (Karte) | 2. Hälfte 16. Jahrhundert | Ehemaliger Gasthof, markanter, reich verzierter Bau aus der 2. Hälfte des 16. Jahrhunderts, der im Historismus überformt wurde, aufgrund der Wechselwirkung zwischen Kernsubstanz aus der Renaissance und der Überformung im Stil der Neorenaissance baugeschichtlich bedeutend, zudem straßenbildprägend von Bedeutung | 09286645 |
| Weitere Bilder                          | Wohnhaus in geschlossener Bebauung | Holzweißigstraße 17 (Karte) | 18. Jahrhundert | Bemerkenswert klar und einfach gegliederter Bau mit Korbbogenportal, architektonisch bedeutend und wichtig für das Straßenbild | 09287188 |
| Weitere Bilder                          | Wohnhaus in halboffener Bebauung, mit Hintergebäude | Holzweißigstraße 18 (Karte) | 1. Hälfte 19. Jahrhundert | Baugeschichtlich von Bedeutung | 09286639 |
| Weitere Bilder                          | Wohnhaus in geschlossener Bebauung | Holzweißigstraße 20 (Karte) | Um 1520 | Putzbau mit Renaissancefenstergewänden, baugeschichtlich und städtebaulich von Bedeutung | 09286649 |
| Weitere Bilder                          | Wohnhaus in geschlossener Bebauung | Holzweißigstraße 22 (Karte) | 1. Viertel 17. Jahrhundert | Langgestreckter Renaissancebau mit Satteldach und Tordurchfahrt, die weitgehend original erhaltene Substanz nur in Teilen im 18. Jahrhundert überformt, baugeschichtlich und städtebaulich von Bedeutung. Das ursprüngliche Segmentbogenportal wurde begradigt, innen Fachwerkkonstruktion und Bögen, in Tordurchfahrt originale Pflasterung. | 09286648 |
| Weitere Bilder                          | Wohnhaus in geschlossener Bebauung | Holzweißigstraße 23 (Karte) | 16. oder 17. Jahrhundert | Im Kern Renaissancebau, baugeschichtlich und städtebaulich von Bedeutung. Gebäude mit Substanz aus dem 16. oder 17. Jahrhundert, vermutlich in der 1. Hälfte des 19. Jahrhunderts überformt, Entlastungsbögen aus Renaissance. | 09286647 |
| Weitere Bilder                          | Wohnhaus in geschlossener Bebauung | Holzweißigstraße 30 (Karte) | 2. Hälfte 18. / 1. Hälfte 19. Jahrhundert | Repräsentatives Eckgebäude, viergeschossig, mit Krüppelwalmdach und Sandsteingewänden, städtebaulich und straßenbildprägend von Bedeutung | 09286657 |
| Weitere Bilder                          | Wohnhaus in Ecklage und in geschlossener Bebauung | Holzweißigstraße 31 (Karte) | 2. Hälfte 18. Jahrhundert | Baugeschichtlich, städtebaulich und straßenbildprägend von Bedeutung | 09286646 |
| Weitere Bilder                          | Sachgesamtheit ehemalige Kaserne des XII. Husaren-Regiments | Husarenpark 1a, 1b, 2a, 2b, 3a, 3b, 5, 6b, 9a, 9b, 9c, 9d, 9e, 9f, 9g, 9h, 9i, 9j 9k, 10a, 10b, 10c, 11a, 11b, 11c, 11d, 12, 13, 14a, 14b, 14c, 14d, 14e, 14f, 14g, 14h, 14i, 14j, 14k, 16a, 16b, 16c, 16d, 16e, 16f, 16g, 16h, 16i, 16j, 16k (Ludwig-Feuerbach-Straße 10) (Karte) | 1901 | Sachgesamtheit ehemalige Kaserne des XII. Husaren-Regiments mit folgenden Einzeldenkmalen: drei Mannschaftshäusern (Husarenpark 1a–3b), einem Wirtschaftsgebäude (Husarenpark 10a–c), drei Reitbahnen/Reithallen (Husarenpark 12 ...), einem Kammer- und Fahrzeuggebäude (Husarenpark 5), einem Wohnhaus für Verheiratete, jetzt (2016) Arbeitsamt (Ludwig-Feuerbach-Straße 10, vorher Husarenpark 10), einem Zweckgebäude (Husarenpark 13) und der Beschlagschmiede mit Wasserturm (11a–11d), siehe 09286694, sowie allen übrigen Gebäuden, vor allem Remonten und Pferdeställen/Paddocks (Husarenpark 6b, 9a–16k), der Fläche zwischen den Baulichkeiten, darunter Reitplätzen und der Einfriedung als Sachgesamtheitsteile; architektonisch und militärhistorisch bedeutsames Zeugnis aus der preußischen Garnisonszeit (baukünstlerisch bedeutsame preußische Militärbauten). Regelmäßig angelegter Kasernenkomplex im Quartier zwischen Dommitzscher, Ludwig-Feuerbach- und Warschauer Straße (heute Husarenpark), Einfriedung besteht teils aus Mauer, teils aus Zaunfeldern, Husarenkaserne von 1898–1901 erbaut, ausgeführt nach Entwurf des Königlichen Kriegsministeriums, durch den Königlichen Baurat Reimer, den Königlichen Garnison-Bauinspektor Trautmann und durch den Regierungsbaumeister Amschler. Remonten als Kopfbauten nördlich vor den von Nord nach Süd verlaufenden Pferdeställen. Nach 1945, als die Kaserne von der sowjetischen Armee genutzt wurde, gab es sicher erste Umnutzungen der Ställe und Remonten, während der letzten Sanierung wurden sie zu Wohnungen umgebaut. In der Sachgesamtheit liegt ein Neubau (Husarenpark 7), dieser wird unter Straße und Hausnummer nicht explizit erwähnt. | 09301192 |
| Weitere Bilder                          | Drei Mannschaftshäuser (Husarenpark 1a-3b), ein Wirtschaftsgebäude (Husarenpark 10a–c), drei Reitbahnen/Reithallen (Husarenpark 12 ...), ein Kammer- und Fahrzeuggebäude (Husarenpark 5), ein Wohnhaus für Verheiratete, jetzt (2016) Arbeitsamt (Ludwig-Feuerbach-Straße 10, vorher Husarenpark 10), ein Zweckgebäude (Husarenpark 13) und die Beschlagschmiede mit Wasserturm (11a–11d), regelmäßig angelegter Kasernenkomplex im Quartier zwischen Dommitzscher, Ludwig-Feuerbach- und Warschauer Straße (Einzeldenkmale zu ID-Nr. 09301192) | Husarenpark 1a, 1b, 2a, 2b, 3a, 3b, 5, 10a, 11a, 11b, 11c, 11d, 12, 13 (Ludwig-Feuerbach-Straße 10) (Karte) | 1898–1901 | Einzeldenkmale der Sachgesamtheit ehemalige Husarenkaserne; architektonisch und militärhistorisch bedeutsames Zeugnis aus der preußischen Garnisonszeit (baukünstlerisch bedeutsame preußische Militärbauten). - Wasserturm - Dommitzscher Straße: drei langgestreckte, mehrgeschossige Mannschaftshäuser mit aufwendiger Klinkerarchitektur und Giebelaufbauten - Ludwig-Feuerbach-Straße: ein Wohnhaus für Verheiratete und eine Kammer- und Fahrzeuggebäude (Klinker) - Warschauer Straße: zwei größere Gebäude mit Staffelgiebeln und Blendarkatur, ehemalige Reitbahnen/Reithallen, und im Inneren des Kasernengeländes eine weitere Reitbahn/Reithalle, ein Wirtschaftsgebäude, eine Beschlagschmiede mit Wasserturm und ein weiteres nicht näher bezeichnetes kleines Gebäude mit Staffelgiebel | 09286694 |
| Weitere Bilder                          | Mietvilla in Ecklage | Jahnstraße 1 (Karte) | Um 1910 | Baugeschichtlich, städtebaulich und straßenbildprägend von Bedeutung | 09286505 |
| Weitere Bilder                          | Denkmal für die Gefallenen des XII. Husarenregiments | Karl-Marx-Platz (Karte) | Bezeichnet mit 1922 | Überlebensgroße Mutter-Sohn-Gruppe im Typus eines Vesperbildes auf gestuftem rechteckigen Sockel, dahinter halbkreisförmige Pfeilerkolonnade, kunsthistorisch und künstlerisch (als frühe Arbeit Josef Thoraks) bedeutsam | 09286485 |
| Weitere Bilder                          | Katholische Pfarrkirche Zur Schmerzhaften Mutter Gottes mit Pfarrhaus und Kindergarten | Karl-Marx-Platz 1, 1a (Karte) | 1908–1909 | Räumlich und funktional vereinheitlichte Anlage, Kirche besteht aus einem Saal mit Apsis, Querhaus und Eckturm, errichtet in neoromanischen Formen, Beispiel historisierenden Kirchenbaus im 20. Jahrhundert, zudem mit den Nebengebäuden ortsbildprägend | 09286713 |
| Weitere Bilder                          | Villa mit Einfriedung | Karl-Marx-Platz 2 (Karte) | Um 1900 | Baugeschichtlich und städtebaulich von Bedeutung | 09286486 |
| Weitere Bilder                          | Doppelvilla mit Einfriedung | Karl-Marx-Platz 3, 4 (Karte) | Um 1910 | Streng gegliederter Jugendstilbau der geometrischen Phase mit gut proportionierter Fassade und charakteristischen Fachwerkgiebeln, baugeschichtlich und städtebaulich von Bedeutung | 09286487 |
| Weitere Bilder                          | Villa mit Einfriedung und Hintergebäude (Remise) | Karl-Marx-Platz 5 (Karte) | Um 1910 | Baugeschichtlich und städtebaulich von Bedeutung | 09286488 |
| Weitere Bilder                          | Villa mit Einfriedung | Karl-Marx-Platz 6 (Karte) | Um 1910 | Qualitätvolle Jugendstilvilla mit original erhaltener Fassade, zudem mit den benachbarten Gebäuden von ortsbildprägender Bedeutung (Platzbild Karl-Marx-Platz), baugeschichtlich und städtebaulich von Bedeutung | 09286711 |
| Weitere Bilder                          | Villa mit Einfriedung | Karl-Marx-Platz 7 (Karte) | Bezeichnet mit 1911 | Besonders bemerkenswerter Torgauer Jugendstilbau mit aufwendiger Fassadengestaltung, baugeschichtlich und städtebaulich von Bedeutung | 09286489 |
| Weitere Bilder                          | Wohnhaus in geschlossener Bebauung | Katharinenstraße 1 (Karte) | 16. Jahrhundert | Charakteristisches kleinbürgerliches Wohnhaus aus dem 16. Jahrhundert, das später (wohl im 18. Jahrhundert) überformt wurde, stadt- bzw. stadtentwicklungsgeschichtlich bedeutend und baugeschichtlich wertvoll. Zweigeschossiger Bau mit Satteldach und Gaupen, im Kern wohl aus der Renaissance, im Erdgeschoss Wandbögen, die auf Konsolen ruhen (vgl. Fischerstraße 8). | 09287063 |
| Weitere Bilder                          | Wohnhaus in geschlossener Bebauung | Katharinenstraße 3 (Karte) | Vor 1550 | Charakteristisches kleinbürgerliches Wohnhaus des 16. Jahrhunderts mit profilierten Fenstergewänden und Satteldach, stadt- bzw. stadtentwicklungsgeschichtlich bedeutend, zudem baugeschichtlich wertvoll | 09287062 |
| Weitere Bilder                          | Wohnhaus in offener Bebauung | Katharinenstraße 4 (Karte) | Um 1800 | Charakteristisches zweigeschossige Wohnhaus mit Sandsteingewänden und Satteldach sowie Fachwerkresten (Rückseite), stadt- bzw. stadtentwicklungs- und baugeschichtlich bedeutend. Aus zwei Häusern bestehend, deutlich an Rückseite erkennbar, rechte Seite Fachwerk, auch innen Teile des originalen Fachwerks. | 09287070 |
| Weitere Bilder                          | Wohnhaus in geschlossener Bebauung | Katharinenstraße 5 (Karte) | 16. Jahrhundert | Charakteristisches Gebäude mit wertvoller Substanz, stadt- bzw. stadtentwicklungsgeschichtlich bedeutend. Im 19. Jahrhundert aufgestocktes und mit Putzgliederung versehenes älteres Gebäude, im Innern noch Substanz vor 1800, Balkenlagen, Segmentbögen usw., an Hofseite ehemaliger Haupteingang (ursprünglich soll hier Straße gelegen haben) mit profiliertem Korbbogenportal, im Keller Tonnengewölbe. | 09287061 |
| Weitere Bilder                          | Wohnhaus in Ecklage und geschlossener Bebauung | Katharinenstraße 7 (Karte) | 1. Hälfte 19. Jahrhundert | Klar gegliederter Bau, stadt- bzw. stadtentwicklungsgeschichtlich bedeutend, Tür mit Sandsteingewände | 09287066 |
| Weitere Bilder                          | Wohnhaus in halboffener Bebauung | Katharinenstraße 8 (Karte) | 1. Hälfte 16. Jahrhundert | Eines der wenigen in der Substanz spätgotischen Giebelhäuser Torgaus (vgl. mit Lorenzstraße 12 und Pfarrstraße 3), stadt- und stadtentwicklungsgeschichtlich wertvoll und von singulärer baugeschichtlicher Bedeutung. Zweigeschossiger Bau mit Satteldach, möglicherweise noch der alte Dachstuhl. | 09287065 |
| Weitere Bilder                          | Wohnhaus in geschlossener Bebauung | Katharinenstraße 10 (Karte) | 16. Jahrhundert | Charakteristisches kleinbürgerliches Wohnhaus des 16. Jahrhunderts mit Renaissancegewänden im Erdgeschoss, das wohl im 19. Jahrhundert leicht überformt und aufgestockt wurde, stadt- bzw. stadtentwicklungsgeschichtlich bedeutend und baugeschichtlich wertvoll. Renaissancebau, ursprünglich zweigeschossig, im 19. Jahrhundert um ein Stockwerk erhöht, im Erdgeschoss noch die ursprünglichen Fenstergewände und Balkendecke. | 09287064 |
| Weitere Bilder                          | Wohnhaus in geschlossener Bebauung (Haus auf dem Scharfenberg, Lutherhaus) | Katharinenstraße 11 (Karte) | 1542 | Charakteristischer Renaissancebau mit profilierten Fenstergewänden und Steildach, stadt- bzw. stadtentwicklungs- und baugeschichtlich bedeutend, zudem als Sterbehaus der Katharina Luther von hohem historischen Wert und Erinnerungswert. Dreigeschossig, Satteldach, Renaissancegewände im zweiten Obergeschoss, innen Katharina-Luther-Stube. | 09287067 |
| Weitere Bilder                          | Wohnhaus in halboffener Bebauung | Katharinenstraße 12 (Karte) | Ende 19. Jahrhundert | Markantes Bauwerk mit Volutengiebel und historisierender Fassade, in der heutigen Form wohl ausgehendes 19. Jahrhunderts, stadt- bzw. stadtentwicklungs- und baugeschichtlich bedeutend. Dreigeschossig, mit Fassadenschmuck und gegliedertem Volutengiebel. | 09287069 |
| Weitere Bilder                          | Einfriedungsmauer eines Grundstückes | Katharinenstraße 12 (neben) (Karte) | 18./19. Jahrhundert | Mauer aus Sandsteinquadern, straßenbildprägend und ortsgeschichtlich von Bedeutung | 09287068 |
| Weitere Bilder                          | Teil der Bastion VII aus Erdwall, Sandsteinmauer und vier Tonnengewölben (Kasematten), Sandsteinwand mit Zahnschnittfries und abschließendem kräftigem Gesims (ehemalige Landes-Haupt-Festung, Hauptwerk) | Kleine Feldstraße (Karte) | 1811–1813 | Noch erhaltener Abschnitt der historischen Befestigung aus der Zeit der Napoleonischen Kriege, militärgeschichtlich und ortsgeschichtlich von Bedeutung | 09286522 |
| Weitere Bilder                          | Wohnhaus in offener Bebauung | Kleine Feldstraße 2 (Karte) | Nach 1750 | Original erhaltenes barockes Bürgerhaus aus der 2. Hälfte des 18. Jahrhunderts, städtebaulich und architekturhistorisch bedeutend. Zweigeschossig, mit Mansarddach und gestalterisch hervorgehobener Portalachse: Tür und Fenster mit geohrten Rokoko-Gewänden, geschwungenem Sturz bzw. Kartusche, sieben ungleich verteilte Achsen, an Nordseite noch der ursprüngliche Abortanbau, Rückseite zwei segmentbogenförmige Eingänge. | 09286705 |
| Weitere Bilder                          | Wohnhaus in geschlossener Bebauung | Kurstraße 2 (Karte) | 2. Hälfte 18. Jahrhundert | Schlichter spätbarocker Bau mit großer stichbogiger Tordurchfahrt, die das Straßenbild bestimmt, baugeschichtlich und städtebaulich von Bedeutung | 09286748 |
| Weitere Bilder                          | Wohnhaus in geschlossener Bebauung | Kurstraße 4 (Karte) | Um 1600 | Ortstypischer Renaissancebau mit klassizistisch veränderter Fassade (Putzbänderung) und klassizistischer Haustür, baugeschichtlich und straßenbildprägend von Bedeutung | 09286749 |
| Weitere Bilder                          | Ehemaliger „Gasthof Zur Goldenen Sonne“ | Kurstraße 6 (Karte) | 16./17. Jahrhundert | Heute als Wohnhaus genutzt, charakteristischer Spätrenaissancebau mit gebänderter Putzfassade des 19. Jahrhunderts, baugeschichtlich und städtebaulich von Bedeutung. Seit 1684 Gasthof, ehemalige Baderei? | 09286746 |
| Weitere Bilder                          | Wohnhaus in geschlossener Bebauung | Kurstraße 8 (Karte) | 16. Jahrhundert und später | Im Innern Substanz der Renaissance (Entlastungsbögen und Konsolsteine), bau- und stadtentwicklungsgeschichtlich bedeutend | 09287221 |
| Weitere Bilder                          | Wohnhaus in geschlossener Bebauung | Kurstraße 9 (Karte) | 16./17. Jahrhundert | Zweigeschossiges Renaissanceshaus mit profilierten Fenstern im Obergeschoss und Ladenöffnungen in originaler Form, innen Entlastungsbögen aus der Entstehungszeit, baugeschichtlich von Bedeutung | 09286441 |
| Weitere Bilder                          | Bankgebäude (Commerz- und Privatbank, Raiffeisenbank) | Kurstraße 10 (Karte) | 1921 | Zweigeschossiger Eckbau mit Mansarddach, kannelierten Lisenen, Sohlbank- und breitem Traufgesims sowie Kopfreliefs, gestalterisch qualitätvolles Beispiel des Neuen Bauens mit neoklassizistischen Formen, baugeschichtlich und straßenbildprägend von Bedeutung | 09286440 |
| Weitere Bilder                          | Wohnhaus in geschlossener Bebauung | Kurstraße 13 (Karte) | Um 1880 | Gründerzeitbau mit klar gegliederter historisierender Fassade und originaler Eingangstür, baugeschichtlich von Bedeutung | 09286747 |
| Weitere Bilder                          | Magazin über winkelförmigem Grundriss, dazu eingeschossiges südwestliches Nebengebäude mit Krüppelwalmdach (Amtskornhaus, ehemaliges Militär-Proviant-Magazin) | Kurstraße 15 (Karte) | 1727 (Magazin); 18. Jahrhundert (Nebengebäude)                                                                                                   | Das Hauptgebäude mit seinen vier Geschossen und dem hohen Mansarddach bedeutend für das Ortsbild, künstlerisch qualitätvollster barocker Speicherbau in Sachsen, einzigartiges Denkmal der Militärgeschichte, zudem bedeutend für die Ortsgeschichte | 09286750 |
| Weitere Bilder                          | Wohnhaus mit seitlicher Toranlage (ehemaliges Militär-Proviant-Magazin) | Kurstraße 15 (Karte) | Um 1860 | Vermutlich ehemaliges Proviantverwalterwohnhaus, gestalterisch beachtenswerter klassizistischer Bau, maßvoll proportioniert, zweigeschossig, mit Kniestock und flachem Satteldach, mit Putznutung und Putzquaderung, die Giebel durch Aufsätze und Profilierung bereichert, baukünstlerisch und für die Ortsgeschichte bedeutend, zudem im Zusammenhang mit Magazin Denkmal der Militärgeschichte | 09286745 |
| Weitere Bilder                          | Wohnhaus in geschlossener Bebauung, mit Hinterhaus | Leipziger Straße 1 (Karte) | 1480/1490 | Bürgerhaus, stattlicher Renaissancebau mit profilierten Fenstergewänden und Sitznischenportal, baugeschichtlich und kunstgeschichtlich von Bedeutung | 09286716 |
| Weitere Bilder                          | Wohnhaus in geschlossener Bebauung | Leipziger Straße 2 (Karte) | 17./18. Jahrhundert und 3. Viertel 19. Jahrhundert                                                                                               | Baugeschichtlich und städtebaulich von Bedeutung | 09286715 |
| Weitere Bilder                          | Wohnhaus in geschlossener Bebauung | Leipziger Straße 3 (Karte) | 2. Hälfte 15. Jahrhundert | Bürgerhaus, stattlicher Renaissancebau mit profilierten Fenstergewänden, baugeschichtlich und kunstgeschichtlich von Bedeutung | 09286717 |
| Weitere Bilder                          | Wohnhaus in geschlossener Bebauung, mit Hinterhaus | Leipziger Straße 4 (Karte) | Mitte 18. Jahrhundert | Breite, durch Risalite gegliederte Gründerzeitfassade, baugeschichtlich und städtebaulich von Bedeutung | 09286733 |
| Weitere Bilder                          | Wohnhaus in geschlossener Bebauung | Leipziger Straße 5 (Karte) | Bezeichnet mit 1705 (Portal Vorgängerbau) | Markante klassizistische Fassade und Putzbänderung, baugeschichtlich und städtebaulich von Bedeutung, bemerkenswerte Halle im Hochparterre | 09286718 |
| Weitere Bilder                          | Wohnhaus in geschlossener Bebauung, mit Hinterhaus | Leipziger Straße 6 (Karte) | 16./17. Jahrhundert | Bürgerhaus, sparsam gegliederte Fassade, baugeschichtlich und städtebaulich von Bedeutung | 09286734 |
| Weitere Bilder                          | Wohnhaus in geschlossener Bebauung | Leipziger Straße 7 (Karte) | Bezeichnet mit 1527 | Bürgerhaus, stattlicher Renaissancebau mit profilierten Fenstergewänden, baugeschichtlich und kunstgeschichtlich von Bedeutung, Brandmauern mit Bögen im Eingangsbereich | 09286719 |
| Weitere Bilder                          | Wohnhaus in geschlossener Bebauung | Leipziger Straße 9 (Karte) | Um 1515/1520 | Bürgerhaus, schmaler Renaissancebau mit klassizistischem Portal, baugeschichtlich und kunstgeschichtlich von Bedeutung | 09286723 |
| Weitere Bilder                          | Wohnhaus in geschlossener Bebauung, mit Hintergebäude | Leipziger Straße 10 (Karte) | 18. Jahrhundert | Sparsam gegliederte Gründerzeitfassade, baugeschichtlich und städtebaulich von Bedeutung | 09286735 |
| Weitere Bilder                          | Wohnhaus in geschlossener Bebauung | Leipziger Straße 11 (Karte) | 2. Hälfte 16. Jahrhundert | Bürgerhaus, charakteristischer, schlichter Renaissancebau mit profilierten Fenstergewänden, baugeschichtlich und kunstgeschichtlich von Bedeutung | 09286724 |
| Direkt Bild zu diesem Denkmal hochladen | Kelleranlage unter dem hinteren Teil des Hofes und unter dem Vorderhaus | Leipziger Straße 12 (Karte) | 18./19. Jahrhundert | Großartig gestalteter Trakt vermutlich über mehrere Geschosse, unter dem Vorderhaus mit einer Decke aus Holzbalken und Steinplatten, baugeschichtlich von Bedeutung | 09286822 |
| Weitere Bilder                          | Wohnhaus in geschlossener Bebauung, mit Hinterhaus | Leipziger Straße 13 (Karte) | Kern um 1500 | Reste der Renaissancearchitektur im Inneren, baugeschichtlich und hausgeschichtlich von Bedeutung | 09286725 |
| Weitere Bilder                          | Wohnhaus in geschlossener Bebauung, mit Hintergebäude | Leipziger Straße 14 (Karte) | 2. Hälfte 16. Jahrhundert (Wohnhaus); bezeichnet mit 1661 (Wohnhaus)                                                                             | Stattliches Renaissancehaus, baugeschichtlich von Bedeutung | 09286730 |
| Weitere Bilder                          | Wohnhaus in geschlossener Bebauung | Leipziger Straße 15 (Karte) | 1. Hälfte 19. Jahrhundert | Schmuckarme, für das Straßenbild charakteristische Fassade des Klassizismus, baugeschichtlich und ortsentwicklungsgeschichtlich von Bedeutung | 09286824 |
| Weitere Bilder                          | Wohnhaus in geschlossener Bebauung, mit zwei Hintergebäuden (Stall- und Nebengebäude) | Leipziger Straße 16 (Karte) | Bezeichnet mit 1554 (Wohnhaus); 1865 (Stallgebäude)                                                                                              | Bürgerhaus, in seiner Größe auffälliger, charakteristischer Renaissancebau mit profilierten Fenstergewänden und Rundbogenportal, baugeschichtlich, hausgeschichtlich und straßenbildprägend von Bedeutung | 09286731 |
| Weitere Bilder                          | Wohnhaus in geschlossener Bebauung | Leipziger Straße 17 (Karte) | Vor 1850 | Fein gegliederte klassizistische Fassade, baugeschichtlich und städtebaulich von Bedeutung | 09286720 |
| Weitere Bilder                          | Wohnhaus in geschlossener Bebauung in Ecklage, mit Hintergebäude zur Erzenstraße | Leipziger Straße 18 (Karte) | Bezeichnet mit 1605 | Bürgerhaus, stattlicher Renaissancebau in Ecklage, baugeschichtlich und straßenbildprägend von Bedeutung | 09286732 |
| Weitere Bilder                          | Wohnhaus in geschlossener Bebauung | Leipziger Straße 19 (Karte) | 1. Hälfte 19. Jahrhundert | Schlichter klassizistischer Bau, baugeschichtlich und städtebaulich von Bedeutung | 09286721 |
| Weitere Bilder                          | Wohnhaus in geschlossener Bebauung und Ecklage, mit Hintergebäude | Leipziger Straße 20 (Karte) | 16./18. Jahrhundert (Hintergebäude); um 1870, im Kern 16. Jahrhundert (Wohnhaus)                                                                 | Stadtentwicklungs- und baugeschichtlich sowie kulturhistorisch bedeutend. - Wohnhaus: repräsentative, palastartige Fassade mit klassizistischen und Neorenaissance-Motiven - Hintergebäude: langgestreckter, zweigeschossiger Bau mit Toreinfahrt, Ladeneinbau (beide mit gedrücktem Rundbogenabschluss) und Steildach, ursprünglich offenbar als Ackerbürgerhaus genutzt, im Kern noch Renaissancestruktur | 09286736 |
| Weitere Bilder                          | Wohnhaus in geschlossener Bebauung | Leipziger Straße 21 (Karte) | 2. Viertel 19. Jahrhundert | Fassade mit kräftiger, plastischer Pilastergliederung, baugeschichtlich und städtebaulich von Bedeutung | 09286722 |
| Weitere Bilder                          | Wohnhaus in geschlossener Bebauung, mit Hintergebäude und Scheune im Hof | Leipziger Straße 22 (Karte) | 2. Hälfte 16. Jahrhundert | Breitgelagerter Renaissancebau mit schlichter Fassade, baugeschichtlich und städtebaulich von Bedeutung | 09286738 |
| Weitere Bilder                          | Wohnhaus in geschlossener Bebauung | Leipziger Straße 23 (Karte) | 19. Jahrhundert | Historistische Fassade mit klassizistischen Motiven, baugeschichtlich von Bedeutung | 09286744 |
| Weitere Bilder                          | Wohnhaus in geschlossener Bebauung | Leipziger Straße 24 (Karte) | 1. Hälfte 19. Jahrhundert | Baugeschichtlich von Bedeutung | 09286714 |
| Weitere Bilder                          | Sitznischenportal, innen Reste eines älteren Portals und historisches Kellergewölbe | Leipziger Straße 25, 27 (Karte) | 15. und 16. Jahrhundert | Renaissanceportal, innen Reste eines gotischen Ziegelportals, in einen Neubau integriert, künstlerisch und handwerklich von Bedeutung | 09286825 |
| Weitere Bilder                          | Wohnhaus mit seitlichem Torbogen in geschlossener Bebauung | Leipziger Straße 26 (Karte) | 16.–18. Jahrhundert | Bürgerhaus, breitgelagerter Renaissancebau mit axial gegliederter Fassade und barockem Ohrenportal, im Erdgeschoss für Torgau einzigartiger parallelrippengewölbter Flur, baugeschichtlich und hausgeschichtlich von Bedeutung | 09286739 |
| Weitere Bilder                          | Wohnhaus in geschlossener Bebauung | Leipziger Straße 28 (Karte) | 1. Hälfte 16. Jahrhundert | Bürgerhaus, für Torgau einzigartiges Beispiel eines spätgotischen Giebelhauses (repräsentativer Maßwerkgiebel), baugeschichtlich, künstlerisch, kunstgeschichtlich und straßenbildprägend von Bedeutung | 09286740 |
| Weitere Bilder                          | Wohnhaus in Ecklage und in geschlossener Bebauung | Leipziger Straße 29 (Karte) | Bezeichnet mit 1611 | Charakteristisches, schlichtes Renaissancehaus mit reichem Sitznischenportal, baugeschichtlich, künstlerisch und straßenbildprägend von Bedeutung | 09286742 |
| Weitere Bilder                          | Tor und Kellergewölbe eines Wohnhauses | Leipziger Straße 30 (Karte) | 2. Hälfte 19. Jahrhundert | Mittelalterliches Kellergewölbe, kunsthandwerklich und baugeschichtlich von Bedeutung | 09286729 |
| Weitere Bilder                          | Wohnhaus in geschlossener Bebauung | Leipziger Straße 31 (Karte) | 1. Hälfte 19. Jahrhundert | Charakteristischer Putzbau mit späterem Ladeneinbau und hohem Satteldach, baugeschichtlich von Bedeutung | 09286727 |
| Weitere Bilder                          | Ladeneinbau eines Wohnhauses | Leipziger Straße 32 (Karte) | Ende 19. Jahrhundert | Straßenbildprägend von Bedeutung | 09286728 |
| Weitere Bilder                          | Wohnhaus in geschlossener Bebauung | Leipziger Straße 33 (Karte) | 18./19. Jahrhundert | Bildet städtebaulich wichtiges Ensemble mit benachbarten Häusern, baugeschichtlich von Bedeutung | 09287224 |
| Direkt Bild zu diesem Denkmal hochladen | Wohnhaus in geschlossener Bebauung | Leipziger Straße 34 (Karte) | 16./17. Jahrhundert | Gestalterisch qualitätvoller Bau mit Putznutung, Etagen- und Sohlbankgesims sowie altem Tor, innen Substanz des 16. bzw. 17. Jahrhunderts, u. a. auf Konsolen ruhende Entlastungsbögen im Erdgeschoss, baugeschichtlich und hausgeschichtlich von Bedeutung | 09286741 |
| Weitere Bilder                          | Wohnhaus mit Nebengebäude in Ecklage und in halboffener Bebauung | Leipziger Straße 35 (Karte) | 1. Hälfte 19. Jahrhundert, im Kern wohl älter | Baugeschichtlich und straßenbildprägend von Bedeutung | 09286726 |
| Weitere Bilder                          | Tor eines Wohnhauses | Leipziger Straße 36 (Karte) | Anfang 19. Jahrhundert | Kunsthandwerklich von Bedeutung | 09286743 |
| Weitere Bilder                          | Villa mit Einfriedung | Leipziger Straße 44 (Karte) | Um 1910 | Bemerkenswerter Villenbau in der Bauweise englischer Landhäuser mit reichem Jugendstildekor, innen fast vollständig erhaltene originale Ausstattung mit Türen, Wandkacheln, Fußbodenfliesen, herzförmigem Farbglasfenster über der Eingangstür, Treppengeländer usw., baugeschichtlich, künstlerisch und straßenbildprägend von Bedeutung | 09286504 |
| Weitere Bilder                          | Villa mit Einfriedung | Leipziger Straße 50 (Karte) | Um 1930 | Gestalterisch ausgewogener, traditioneller Bau mit Elementen der Moderne, eines der ganz wenigen Beispiele der Architektur dieser Zeit in Torgau, weitestgehend ursprünglich erhalten. Rückwärtiger Treppenhausanbau über halbkreisförmigem Grundriss, filigrane Überdachung des Haupteingangs, darüber hinaus ursprüngliche Details der klar gegliederten Fassade wie Putz (originaler Streifenputz), Fenster, Gliederung durch Spiegelflächen und Weinspalier. | 09286823 |
| Weitere Bilder                          | Zwei Stadtscheunen | Leipziger Wall 2, 3 (Karte) | 18. Jahrhundert | Mit hohen Mansarddächern, baugeschichtlich und stadtgeschichtlich bedeutend, zudem an dieser Stelle ortsbildprägend | 09286686 |
| Weitere Bilder                          | Kasino und Anstieg des Walls der Bastion IV hinter dem Gebäude (ehemalige Landes-Haupt-Festung, Hauptwerk) | Leipziger Wall 13 (Karte) | 1836–1837 | Langgestreckter, zweigeschossiger Bau, anstelle der 1812 abgerissenen Schneidemühle (Inschrifttafel) errichtet, bauliches Zeugnis aus der preußischen Garnisonszeit, bedeutend für die Stadtgeschichte, da mit Inschrifttafel auch an Vorgängerbau erinnert wird, Wall noch erhaltener Abschnitt der historischen Befestigung aus der Zeit der Napoleonischen Kriege | 09286685 |
| Weitere Bilder                          | Feuerwehrgebäude mit Depot und Schlauchturm | Leipziger Wall 15 (Karte) | Um 1900 | Repräsentatives Klinkergebäude, bau- und ortsgeschichtlich bedeutend | 09286462 |
| Weitere Bilder                          | Friedrich-Ludwig-Jahn-Turnhalle | Leipziger Wall 16 (Karte) | 1903 | Langgestreckter Gebäudekomplex mit repräsentativer Klinker-Putz-Architektur, Fachwerkteilen und Jugendstil-Ornamentik, gestalterisch sehr qualitätvoller Turnhallenbau nach der Jahrhundertwende (in dieser Form wohl auch ein singuläres Beispiel im sächsischen Raum), baugeschichtlich, sozialgeschichtlich und straßenbildprägend von Bedeutung. Ehemals Turnhalle der Freiwilligen Turner-Feuerwehr. | 09286461 |
| Weitere Bilder                          | Wohnhaus in geschlossener Bebauung | Lorenzstraße 7 (Karte) | 18./19. Jahrhundert | Schlichtes Kleinbürgerhaus des Spitalviertels, zweigeschossig mit Satteldach, bau- und stadtentwicklungsgeschichtlich bedeutsam, zudem als Teil eines ursprünglich erhaltenen, durch Klappläden und Sprossenfenster belebten Straßenzuges wichtig für Ortsbild | 09286810 |
| Weitere Bilder                          | Wohnhaus in geschlossener Bebauung | Lorenzstraße 9 (Karte) | 18./19. Jahrhundert | Schlichtes Kleinbürgerhaus des Spitalviertels, zweigeschossig mit Satteldach, bau- und stadtentwicklungsgeschichtlich bedeutsam, zudem als Teil eines ursprünglich erhaltenen, durch Klappläden und Sprossenfenster belebten Straßenzuges wichtig für Ortsbild | 09286811 |
| Weitere Bilder                          | Wohnhaus in geschlossener Bebauung | Lorenzstraße 11 (Karte) | 18./19. Jahrhundert | Schlichtes Kleinbürgerhaus des Spitalviertels, zweigeschossig mit Satteldach, bau- und stadtentwicklungsgeschichtlich bedeutsam, zudem als Teil eines ursprünglich erhaltenen, durch Klappläden und Sprossenfenster belebten Straßenzuges wichtig für Ortsbild | 09286812 |
| Weitere Bilder                          | Wohnhaus in halboffener Bebauung | Lorenzstraße 12 (Karte) | 18. Jahrhundert | Giebelständig, mit ursprünglich erhaltener Substanz und Raumstruktur aus dem 18. Jahrhundert, baugeschichtlich von Bedeutung | 09286802 |
| Weitere Bilder                          | Wohnhaus in geschlossener Bebauung | Lorenzstraße 15 (Karte) | 18./19. Jahrhundert | Schlichtes Kleinbürgerhaus des Spitalviertels, zweigeschossig mit Satteldach, bau- und stadtentwicklungsgeschichtlich bedeutsam, zudem als Teil eines ursprünglich erhaltenen, durch Klappläden und Sprossenfenster belebten Straßenzuges wichtig für Ortsbild | 09286807 |
| Weitere Bilder                          | Wohnhaus in geschlossener Bebauung | Lorenzstraße 17 (Karte) | 18./19. Jahrhundert | Schlichtes Kleinbürgerhaus des Spitalviertels, zweigeschossig mit Satteldach, bau- und stadtentwicklungsgeschichtlich bedeutsam, zudem als Teil eines ursprünglich erhaltenen, durch Klappläden und Sprossenfenster belebten Straßenzuges wichtig für Ortsbild | 09286808 |
| Weitere Bilder                          | Wohnhaus in geschlossener Bebauung | Lorenzstraße 19 (Karte) | 18./19. Jahrhundert | Schlichtes Kleinbürgerhaus des Spitalviertels, zweigeschossig mit Satteldach, bau- und stadtentwicklungsgeschichtlich bedeutsam, zudem als Teil eines ursprünglich erhaltenen, durch Klappläden und Sprossenfenster belebten Straßenzuges wichtig für Ortsbild | 09286803 |
| Weitere Bilder                          | Wohnhaus in geschlossener Bebauung | Lorenzstraße 21 (Karte) | 18./19. Jahrhundert | Schlichtes Kleinbürgerhaus des Spitalviertels, zweigeschossig mit Satteldach, bau- und stadtentwicklungsgeschichtlich bedeutsam, zudem als Teil eines ursprünglich erhaltenen, durch Klappläden und Sprossenfenster belebten Straßenzuges wichtig für Ortsbild möglicherweise Fachwerk im Obergeschoss | 09286804 |
| Weitere Bilder                          | Wohnhaus in geschlossener Bebauung | Lorenzstraße 23 (Karte) | 18./19. Jahrhundert | Schlichtes Kleinbürgerhaus des Spitalviertels, zweigeschossig mit Satteldach, bau- und stadtentwicklungsgeschichtlich bedeutsam, zudem als Teil eines ursprünglich erhaltenen, durch Klappläden und Sprossenfenster belebten Straßenzuges wichtig für Ortsbild | 09286805 |
| Weitere Bilder                          | Wohnhaus in geschlossener Bebauung | Lorenzstraße 25 (Karte) | 18./19. Jahrhundert | Schlichtes Kleinbürgerhaus des Spitalviertels, zweigeschossig mit Satteldach, bau- und stadtentwicklungsgeschichtlich bedeutsam, zudem als Teil eines ursprünglich erhaltenen, durch Klappläden und Sprossenfenster belebten Straßenzuges wichtig für Ortsbild | 09286800 |
| Weitere Bilder                          | Wohnhaus in geschlossener Bebauung | Lorenzstraße 27 (Karte) | 18./19. Jahrhundert | Schlichtes Kleinbürgerhaus des Spitalviertels, zweigeschossig mit Satteldach, bau- und stadtentwicklungsgeschichtlich bedeutsam, zudem als Teil eines ursprünglich erhaltenen, durch Klappläden und Sprossenfenster belebten Straßenzuges wichtig für Ortsbild | 09286801 |
| Weitere Bilder                          | Langgezogener Damm mit Sandsteinmauer und kegelförmigem Aufbau (ehemalige Landes-Haupt-Festung, Batardeau am Oberhafentor) | Loßwiger Weg (Karte) | 1829 | Wassertechnische Anlage der historischen Befestigung Torgaus aus der 1. Hälfte des 19. Jahrhunderts, eine der wenigen Anlagen dieser Art, militär- und ortsgeschichtlich von Bedeutung. Datierung des Batardeau am Oberhafentor. | 09287051 |
| Weitere Bilder                          | Pegelanlage mit Latten- und Schreibpegel, massive Häuschen mit Schreibpegel gestalterisch durch sechseckigen Grundriss, Zeltdach, Ziegelmauerwerk und Zierelemente hervorgehoben | Loßwiger Weg 25 (Karte) | 1897 | Bedeutsames historisches Zeugnis der ersten systematischen und wissenschaftlich fundierten Wasserstandsmessung, von technikgeschichtlichem Wert, Seltenheitswert, bedeutend für Ortsgeschichte und Ortsbild (Ansicht Hafen). „Denkmale der Produktions- und Verkehrsgeschichte“. Teil 1. Berlin 1989, S. 147–148: „Die Pegelanlage ist ein bedeutsamer historischer Zeuge der ersten systematischen und wissenschaftlich fundierten Wasserstandsmessungen. Der Baukörper des Pegelhauses weist eine wertvolle Industriearchitektur auf und besitzt Seltenheitswert. Bereits 1893 war an der Elbe bei Torgau, in unmittelbarer Nähe des Binnenhafens, ein hölzernes Pegelhaus erbaut worden, das 1897 durch ein massives und formschönes Pegelhaus ersetzt wurde. Die originale technische Einrichtung wurde im Zweiten Weltkrieg durch Kriegseinwirkungen zerstört und musste durch eine neue und modernere ersetzt werden. Die Pegelanlage besteht aus dem sogenannten mehrteiligen Lattenpegel und dem Schreibpegel. Der Lattenpegel liegt am linken Ufer der Elbe, Strandkilometer 154,63 am ersten Pfeiler der Elbstraßenbrücke, und besteht aus drei Staffeln...Der Pegel dient zur täglichen Feststellung der Wasserstände für die Schiffahrt und für die Unterhaltung des Stromes. Er ist ferner in den Hochwassermeldedienst eingeschaltet. Beim km 154,8 befindet sich eine Messstelle für Durchflussmessungen, die auf diesen Pegel bezogen werden. Der Schreibpegel liegt am nördlichen Ufer des Hafens...bei km 154,15. Er ist in einem massiven Häuschen, das aus Ziegelmauerwerk aufgeführt ist, installiert. Der Pegelraum besitzt im unteren Teil eine kreisrunde, brunnenartige Grundrissform von 1,25 m Durchmesser. Die Wandstärke beträgt 0,38 m. Der Brunnen reicht bis über HHW (bisheriger höchster Wasserstand) und trägt auf Konsolen und einer massiven Decke das sechseckige Pegelhaus...Es besitzt ein Zeltdach, das ursprünglich mit Dachziegeln gedeckt war...“. | 09287048 |
| Weitere Bilder                          | Wohnhaus für Verheiratete, jetzt (2016) Arbeitsamt (Einzeldenkmal zu ID-Nr. 09301192) | Ludwig-Feuerbach-Straße 10 (Karte) | 1898–1901 | Einzeldenkmal der Sachgesamtheit ehemalige Husarenkaserne; architektonisch und militärhistorisch bedeutsames Zeugnis aus der preußischen Garnisonszeit (baukünstlerisch bedeutsame preußische Militärbauten) | 09286694 |
| Weitere Bilder                          | Kasematte aus Sandsteinmauerwerk mit wulstartiger Deckplatte und vier Tonnengewölben (Lünette Loßwig der ehemaligen Landes-Haupt-Festung) | Lünette Loßwig 1 (Karte) | 1811–1813 | Noch teilweise erhaltenes Außenwerk der historischen Befestigung Torgaus aus der Zeit der Napoleonischen Kriege, militärhistorisch von Bedeutung | 09286670 |
| Weitere Bilder                          | Befestigungsanlage mit teilweise erkennbarem Mauerzug nach Norden und zwei tonnengewölbten Kellern (sogenannte Poternen) sowie Graben und Wall (Lünette Werdau der ehemaligen Landes-Haupt-Festung) | Lünette Werdau 1 (Karte) | 1811–1813 | Noch erhaltenes Außenwerk der historischen Befestigung Torgaus aus der Zeit der Napoleonischen Kriege, militärhistorisch von Bedeutung | 09286671 |
| Weitere Bilder                          | Verteidigungsanlage aus Stützmauern, die den Graben befestigen sowie Graben und aufgeschütteter Erdwall (Lünette Zwethau der ehemaligen Landes-Haupt-Festung) | Lünette Zwethau 1 (Karte) | 1811–1813 | Fast vollständig erhaltenes Außenwerk der historischen Befestigung aus der Zeit der Napoleonischen Kriege, militärhistorisch bedeutsam, zudem von landschaftsgestaltender Bedeutung. Der äußere Grabenring bis auf die östliche Seite mit Zyklopenmauerwerk befestigt, der innere Grabenring nur an der Südseite. | 09286668 |

## Ehemalige Denkmäler
| Bild                                    | Bezeichnung                                                | Lage                          | Datierung                 | Beschreibung | ID       |
| --------------------------------------- | ---------------------------------------------------------- | ----------------------------- | ------------------------- | --- | -------- |
| Direkt Bild zu diesem Denkmal hochladen | Marstallgebäude                                            | Fritz-Reuter-Straße 4 (Karte) | 18. Jahrhundert           | Langgestrecktes, eingeschossiges Gebäude, südwestlich abgewalmt, ursprünglich dem Magistrat der Festung Torgau gehöriges Marstallgebäude, militärgeschichtlich und ortsgeschichtlich bedeutend, als eines der älteren Militärgebäude von Torgau mit Seltenheitswert (heute Getränkeladen). Zeitweilig als Batterie-Stall Teil der Kaserne Puschkinstraße (nach Revisionszeichnung von 1884). Zwischen 2015 und 2017 abgerissen. | 09286706 |
| Weitere Bilder                          | Wohnhaus in geschlossener Bebauung                         | Holzweißigstraße 25 (Karte)   | 16./17. Jahrhundert       | Charakteristisches Kleinbürgerhaus mit Substanz aus der Renaissance, u. a. Entlastungsbögen, unter dem rückwärtigen Hofgebäude historischer Keller, baugeschichtlich von Bedeutung. Zwischen 2009 und 2013 abgerissen. | 09287189 |
| Direkt Bild zu diesem Denkmal hochladen | Wohnhaus (Obergeschoss Fachwerk) in geschlossener Bebauung | Lorenzstraße 3 (Karte)        | 2. Hälfte 17. Jahrhundert | Zweigeschossig, mit Satteldach, darin Schleppluke und zwei Fledermausgauben, vorkragendes Fachwerk-Obergeschoss, Fensteröffnungen im Erdgeschoss einfach profiliert, wohl eines der ältesten Häuser in der Lorenzstraße, baugeschichtlich und städtebaulich von Bedeutung. Nach 2017 von der Denkmalliste gestrichen. | 09286813 |

## Tabellenlegende
- Bild: Bild des Kulturdenkmals, ggf. zusätzlich mit einem Link zu weiteren Fotos des Kulturdenkmals im Medienarchiv Wikimedia Commons. Wenn man auf das Kamerasymbol klickt, können Fotos zu Kulturdenkmalen aus dieser Liste hochgeladen werden:
- Bezeichnung: Denkmalgeschützte Objekte und ggf. Bauwerksname des Kulturdenkmals
- Lage: Straßenname und Hausnummer oder Flurstücknummer des Kulturdenkmals. Die Grundsortierung der Liste erfolgt nach dieser Adresse. Der Link (Karte) führt zu verschiedenen Kartendiensten mit der Position des Kulturdenkmals. Fehlt dieser Link, wurden die Koordinaten noch nicht eingetragen. Sind diese bekannt, können sie über ein Tool mit einer Kartenansicht einfach nachgetragen werden. In dieser Kartenansicht sind Kulturdenkmale ohne Koordinaten mit einem roten bzw. orangen Marker dargestellt und können durch Verschieben auf die richtige Position in der Karte mit Koordinaten versehen werden. Kulturdenkmale ohne Bild sind an einem blauen bzw. roten Marker erkennbar.
- Datierung: Baubeginn, Fertigstellung, Datum der Erstnennung oder grobe zeitliche Einordnung entsprechend des Eintrags in der sächsischen Denkmaldatenbank
- Beschreibung: Kurzcharakteristik des Kulturdenkmals entsprechend des Eintrags in der sächsischen Denkmaldatenbank, ggf. ergänzt durch die dort nur selten veröffentlichten Erfassungstexte oder zusätzliche Informationen
- ID: Vom Landesamt für Denkmalpflege Sachsen vergebene, das Kulturdenkmal eindeutig identifizierende Objekt-Nummer. Der Link führt zum PDF-Denkmaldokument des Landesamtes für Denkmalpflege Sachsen. Bei ehemaligen Kulturdenkmalen können die Objektnummern unbekannt sein und deshalb fehlen bzw. die Links von aus der Datenbank entfernten Objektnummern ins Leere führen. Ein ggf. vorhandenes Icon  führt zu den Angaben des Kulturdenkmals bei Wikidata.

## Ausführliche Denkmaltexte
1. ↑  Wohnhaus Bäckerstraße 3: Das Wohnhaus Bäckerstraße 3 ist im Kern ein Bau des 16. Jahrhunderts, der seine jetzige äußerlich prägende neugotische Gestaltung durch einen Umbau von 1871/72 erhielt. Von dem ursprünglich zweigeschossigen Haus des 16. Jahrhunderts sind bis auf die vollständig neu errichtete Vorderfront die Kelleranlage sowie die Erdgeschossmauern und die Umfassungsmauern im Obergeschoss weitgehend erhalten. Im Inneren zeigen sich mit den wandgliedernden Entlastungsbögen charakteristische Bauformen der Entstehungszeit. Für Datierung und Bedeutung des Ursprungsbaus ist insbesondere das reiche Sitznischenportal aufschlussreich, das in die neugotische Fassadengestaltung einbezogen wurde. Es gilt heute als prächtigstes und vielleicht auch ältestes Profanbauportal in Torgau. Seine Formbildung ist spätgotisch. Die Nischen werden von Baldachinen überfangen, aus denen die Büsten einer Frau und eines Narren hervorschauen. Der Baldachin des Narren besteht aus mit Astwerk verflochtenen Kielbögen, der der Frau ist nur aus Astwerk gebildet. Über den Baldachinen setzt die Laibung eines flachen Spitzbogens an, der einen von je zwei Kehlen begleiteten Rundstab aufweist. Die Kehlen sind mit Engelsköpfchen geschmückt. Im Bogenscheitel ist eine ebenfalls von einem Engelskopf getragene Konsole angebracht, an deren Seite Engel mit Spruchbändern schweben. Die Inschrift der Spruchbänder „AVE MARIA/GRAC[IA] PLENA“ legt nah, dass auf der Konsole einst ein Marienbild stand. Reliefansätze zuseiten der Baldachine deuten darauf hin, dass der Portalschmuck ursprünglich über den jetzigen Rahmen hinausgriff. Die Sitze auf Muschelkonsolen sind etwas jünger als die Bogengestaltung, die stilistisch ins erste Jahrzehnt des 16. Jahrhunderts datiert wird. Nach Angaben des Häuserbuchs von Torgau (Lange, Karl-Heinz: „Das Häuserbuch der Stadt Torgau“, 2013), das die Besitzerreihe des Grundstücks bis 1491 zurückverfolgt, kaufte Ratsherr und Bürgermeister Valten Donath 1523 Bauholz. Als er 1528 verstarb, hinterließ er große Schulden, die offenbar auch oder insbesondere auf dem Grundstück lasteten. Der nachfolgende Eigentümer Clauß Lawerhaße übernahm das Anwesen wohl mit den Schulden. Diese Nachrichten lassen stark vermuten, dass durch Valten Donath der Neubau des Hauses erfolgte oder zumindest umfangreiche Umbaumaßnahmen durchgeführt wurden. Unter den Hausbesitzern des 16. bis 18. Jahrhunderts erscheinen weiterhin honorige Bürger, die mit städtischen Ämtern betraut waren. 1850 kaufte Brauereibesitzer Friedrich Wilhelm Thümmel das Anwesen und baute es in der Folge zu einer Brauerei mit Gastbetrieb aus. Infolgedessen bestand die umfangreiche Hofbebauung aus Eiskelleranlagen, Malz- und Brauhäusern. Davon hat sich bis auf eine Kellertonne nichts erhalten. Diese liegt auf der Südseite des Hofes und ist über die Keller des Vorderhauses zugänglich. Das Tonnengewölbe besteht aus Natursteinmauerwerk.
Mit dem Umbau 1871/72, der durch den Torgauer Maurermeister Otto Wenck ausgeführt wurde, erfolgte eine Aufstockung des Vorderhauses auf drei Geschosse. Die neu geschaffene Fassade ist asymmetrisch in zwei Abschnitte unterteilt. Der nördliche mit spitzbogigen Blenden und Attika wirkt optisch wie eine Vorlage und nimmt im Erdgeschoss das spätgotische Hausportal auf. Der südliche Abschnitt tritt folglich etwas zurück und zeigt weniger Schmuck. Insgesamt besticht die neugotische Fassadendekoration, die aus verschiedenen Friesen, Diensten und Büstenmedaillons (bärtige Männer mit Kapuzen) besteht, durch eine ausgewogene Feingliedrigkeit. Vom neugotischen Umbau stammen auch die aufwändige Hauseingangstür sowie die im Hausdurchgang befindliche Tür zur ehemaligen Gaststube. 1923 erfolgte durch den Besitzer Alfred Pohrer der Einbau eines Ladens anstelle der Gaststube. Der neu geschaffene Laden öffnet sich mit Schaufenster und Eingang zur Straße hin.
Das Haus ist Teil der Bebauung des historischen Stadtkerns von Torgau, der aufgrund seines dichten Gebäudebestandes aus der Zeit vom 15. bis zum 17. Jahrhundert zu den interessantesten und bedeutendsten Stadtanlagen Sachsens und darüber hinaus zählt. An den zahlreichen Bürgerhäusern in geschlossener Bauweise treten vor allem Formen der Spätgotik und der Renaissance in Erscheinung. Mit dem spätgotischen Sitznischenportal hat sich hier ein besonders hervorhebenswertes Zeugnis der Art und Qualität der Bürgerhausarchitektur in Torgau erhalten. Es veranschaulicht die Kunstfertigkeit der Steinbildhauerei zu damaliger Zeit. Auch durch seinen aus dem 16. Jahrhundert überlieferten Kernbestand dokumentiert das Haus die lokale Bauentwicklung in der Vergangenheit. Trotz des überformten Zustands erlaubt die Bausubstanz Rückschlüsse auf historische Grundrissgestaltung und Konstruktionsformen, die für die Hausforschung einen wichtigen Aussagewert darstellen. Mit dem neugotischen Umbau vertritt das Gebäude zudem ein jüngeres Kapitel der örtlichen Bauentwicklung. Es verweist darauf, wie ältere Bauten neuen Nutzungsanforderungen und Stilvorstellungen angepasst wurden. Gerade hier zeigt sich, dass es dabei zu eigenwilligen und geschmacklich stimmigen Lösungen kam. Damit wird auch die Professionalität der Maurermeister und Bauunternehmer in der damaligen Zeit unter Beweis gestellt. Die Fassade des Hauses ist für Torgau eines der wichtigsten und besonders markanten Beispiele der neugotischen Architekturgestaltung. Unter den beschriebenen Aspekten erlangt das Gebäude ortsentwicklungsgeschichtliche und baugeschichtliche Aussagekraft. Das spätgotische Sitznischenportal vertritt darüber hinaus einen hohen künstlerischen und kunsthistorischen Wert. Damit liegt die Erhaltung des Objekts im öffentlichen Interesse.
2. ↑  Wasserturm Husarenpark 11a–11d: Der Wasserturm ist Teil des ehemaligen Kasernengeländes des ab 1901 in Torgau stationierten XII. Husaren-Regimentes. Er wurde nach Entwürfen der im Königlichen Kriegsministerium angestellten Ingenieure und Architekten Reimer, Trautmann und Amschler zwischen 1898 und 1901 errichtet und versorgte die Kaserne mit Wasser. Architektonisch anspruchsvoll erhebt sich der zylindrische, leicht konische Turmschaft des 25m hohen Klinkerbaus über einem quadratischen Sockelgeschoss. Dreiecksgiebel und liegende Dreiecksflächen vermitteln zwischen den Bauformen. Der Turmschaft ist mit vier schmalen Sandsteinbändern und versetzt angeordneten Schlitzfenstern gegliedert. Sandsteinkonsolen und ein abgetrepptes Gesims leiten zum auskragenden oktogonalen Behältergeschoss über, das durch den kleinteiligen Materialwechsel zwischen roten Ziegeln und hellem Sandstein herausgehoben gestaltet ist und von einer flachen Kuppel abgeschlossen wird. Im Inneren des Turmes führt mittig eine schmale eiserne Wendeltreppe, an deren Seiten die Rohrleitungen verlaufen, zum Wasserbehälter. Als wichtiges Versorgungsgebäude des Kasernenkomplexes ist der Wasserturm ein bedeutendes Zeugnis der preußischen Militärbaukunst. Er ist von hohem baukünstlerischem Wert und diesbezüglich bauhistorisch von Bedeutung.